# Elecciones generales de Italia de 2006
Las Elecciones generales de Italia de 2006 para las dos cámaras del Parlamento Italiano se celebraron los días 9 y 10 de abril de 2006. Romano Prodi, líder de la coalición de centroizquierda La Unión, derrotó por poco al primer ministro Silvio Berlusconi, líder de la coalición de centroderecha Casa de las Libertades.
Las encuestas de salida iniciales sugirieron una victoria para Prodi, pero los resultados se redujeron a medida que el recuento progresaba. El 11 de abril de 2006, Prodi declaró la victoria; Berlusconi nunca concedió la derrota explícitamente, pero esto no es requerido por la Ley italiana.
Los resultados preliminares mostraron que La Unión superaba a la Casa de las Libertades en la Cámara de Diputados, con 340 escaños a 277, gracias a la obtención de una bonificación mayoritaria (los votos reales se distribuyeron del 49.81% al 49.74%). Un escaño más se alió con La Unión (Valle de Aosta) y 7 escaños más en la circunscripción extranjera. La Casa de las Libertades había asegurado una ligera mayoría de escaños del Senado elegidos dentro de Italia (155 escaños a 154), pero La Unión ganó 4 de los 6 escaños asignados a los votantes fuera de Italia, dándoles el control de ambas cámaras.
El 19 de abril de 2006, la Corte de Casación de Italia dictaminó que Prodi efectivamente había ganado las elecciones, ganando el control de la Cámara de Diputados por solo 24,755 votos de más de 38 millones de votos emitidos, y ganando 158 escaños en el Senado a 156 para la coalición de Berlusconi. Aun así, Berlusconi se negó a reconocer la derrota, alegando fraude no comprobado.
Los acontecimientos recientes, incluida la publicación de un controvertido documental sobre presuntos fraudes en el escrutinio durante las elecciones, llevaron en diciembre de 2006 al Comité Electoral de la Cámara de Diputados de Italia a solicitar un recuento de todas las papeletas, a partir de una muestra del 10%.[cita requerida]

## La campaña electoral
Durante la campaña electoral, comenzó una batalla política entre Romano Prodi, quien dirigió la coalición de centroizquierda La Unión y había sido Presidente de la Comisión Europea de 1999 a 2004 y primer ministro de Italia de 1996 a 1998. Por otro lado, Silvio Berlusconi dirigió la Casa de las Libertades, de centroderecha; Berlusconi había sido el primer ministro titular desde las elecciones generales de 2001, y anteriormente había sido primer ministro también en 1994 y 1995.

### La Casa de las Libertades
La Casa de las Libertades era la coalición que apoyaba al gobierno en ejercicio dirigido por el primer ministro Silvio Berlusconi, y principalmente incluía los mismos partidos que en las elecciones generales anteriores.
El Nuevo Partido Socialista Italiano (NPSI), un pequeño partido socialdemócrata compuesto por exmiembros del Partido Socialista Italiano y encabezado por los exministros de los 80 y los 90, Gianni De Michelis, que formaba parte del Tercer gabinete de Berlusconi como ministro sin cartera, sufrió una escisión en su último congreso nacional (del 21 al 23 de octubre de 2005), de una facción de izquierda, dirigida por Bobo Craxi, hijo del difunto Bettino Craxi, quien decidió abandonar inmediatamente la Casa de las Libertades y el propio Craxi se eligió unilateralmente como nuevo líder del partido. El NPSI participó de las elecciones en una lista conjunta con la Democracia Cristiana por las Autonomías.
En cuanto al candidato que encabezó la coalición en las elecciones generales, Berlusconi experimentó una pérdida real de apoyo de la Unión de los Demócratas Cristianos y de Centro (UDC), que pidió la devolución de la ley electoral a un sistema proporcional (que muy probablemente los favorecería) y una elección primaria para decidir formalmente al candidato de la alianza para el primer ministro. Cuando se restableció el sistema de representación de la lista de partidos (aunque fue una forma muy diferente de la propuesta UDC) y Marco Follini, crítico de varias reformas impuestas por Berlusconi a toda la coalición, renunció a la secretaría de la UDC, la posibilidad de un cambio de liderazgo dentro de la Casa de las Libertades se redujo significativamente. El 27 de octubre de 2005, Lorenzo Cesa fue nombrado nuevo secretario de UDC, convirtiéndose en el sucesor del propio Follini. La coalición anunció un sistema de "tres delanteros", lo que significa que el candidato del primer ministro será el líder político, entre Casini, Fini y Berlusconi, cuyo partido ganará la mayoría de los votos. Como se sabía que el partido de Berlusconi era por mucho el más grande, se entendió que Berlusconi era el candidato real.
Un evento que causó fuertes críticas por parte de la oposición fue el apoyo, buscado y obtenido por Berlusconi, de una serie de movimientos y partidos fascistas, especialmente la Alternativa Social de Alessandra Mussolini, nieta del exdictador de Italia, y Luca Romagnoli, un negador del Holocausto.[cita requerida] Los partidarios de Berlusconi respondieron a esto señalando la presencia en La Unión de dos partidos comunistas, que tenía entre sus candidatos al activista anarquista Francesco Caruso y un transexual, Vladimir Luxuria.[cita requerida]

### La Unión
La coalición El Olivo, expresión de la centroizquierda italiana, se expandió como La Unión, y condujo a la elección del ex primer ministro y expresidente de la Comisión Europea Romano Prodi, quien ya había vencido a Berlusconi en las elecciones generales de 1996. La candidatura de Prodi fue confirmada por una elección primaria nacional, celebrada el 16 de octubre de 2005.
La antigua coalición se amplió para cubrir todo el conjunto de las facciones italianas de centroizquierda a izquierda.
La Rosa en el Puño fue fundada oficialmente el 25 de septiembre de 2005, cuando los Radicales Italianos, un partido de influencia libertaria, oficialmente declaró una alianza con los Socialistas Demócratas Italianos (SDI) con la forma de una confederación, con referencias explícitas a la política de Tony Blair, José Luis Rodríguez Zapatero y Loris Fortuna, un político italiano en la década de 1970 que se hizo famoso por sus propuestas laicistas, y es considerado el padre de la ley sobre el divorcio. Esta confederación inmediatamente causó revuelo por no haber firmado la plataforma política de La Unión, siendo el único partido de centroizquierda que no hizo eso; la Rosa en el Puño, representada por Emma Bonino en la reunión final de la plataforma, protestó por las menciones insuficientes de cuestiones sociales como la legalización de las uniones civiles. Los Socialistas, liderados por Bobo Craxi, quien se convirtió en el ala izquierda separatista del Nuevo Partido Socialista Italiano que surgió en la Casa de las Libertades, apoyó unirse a la confederación Rosa en el Puño, pero se reorganizó en un solo partido, que sin embargo no superó el 2% de los votos nacionales. Sin embargo, Bobo Craxi pudo ingresar en la Cámara Baja, ya que fue uno de los principales candidatos para El Olivo en Lombardía.
La Unión también contó con el apoyo de una serie de partidos y movimientos minoritarios, aunque solo el Partido de los Pensionistas tiene representación elegida (1 miembro del Parlamento Europeo).

## Principales coaliciones y partidos
| Coalición | Coalición              | Partido                                              | Partido                               | Ideología principal     | Líder             |
| --------- | ---------------------- | ---------------------------------------------------- | ------------------------------------- | ----------------------- | ----------------- |
|           | La Unión               |                                                      | Demócratas de Izquierda (DS)          | Socialdemocracia        | Piero Fassino     |
|           | La Unión               | La Margarita (DL)                                    | Izquierda cristiana/Centrismo liberal | Francesco Rutelli       |                   |
|           | La Unión               | Partido de la Refundación Comunista (PRC)            | Comunismo                             | Fausto Bertinotti       |                   |
|           | La Unión               | Rosa en el Puño (RnP)                                | Socioliberalismo                      | Emma Bonino             |                   |
|           | La Unión               | Partido de los Comunistas Italianos (PdCI)           | Comunismo                             | Oliviero Diliberto      |                   |
|           | La Unión               | Italia de los Valores (IdV)                          | Populismo/Liberalismo                 | Antonio Di Pietro       |                   |
|           | La Unión               | Federación de los Verdes (FdV)                       | Política verde                        | Alfonso Pecoraro Scanio |                   |
|           | La Unión               | Unión de Demócratas por Europa (UDEUR)               | Democracia cristiana                  | Clemente Mastella       |                   |
|           | La Unión               | Partido de los Pensionistas (PP)                     | Intereses de los Pensionistas         | Carlo Fatuzzo           |                   |
|           | La Unión               | Los Socialistas (IS)                                 | Socialdemocracia                      | Bobo Craxi              |                   |
|           | La Unión               | Partido Popular Sudtirolés (SVP)                     | Regionalismo/Democracia cristiana     | Luis Durnwalder         |                   |
|           | La Unión               | Autonomía Libertad Democracia (ALD)                  | Regionalismo                          | Roberto Nicco           |                   |
|           | Casa de las Libertades |                                                      | Forza Italia (FI)                     | Conservadurismo liberal | Silvio Berlusconi |
|           | Casa de las Libertades | Alianza Nacional (AN)                                | Conservadurismo nacionalista          | Gianfranco Fini         |                   |
|           | Casa de las Libertades | Unión de los Demócratas Cristianos y de Centro (UDC) | Democracia cristiana                  | Pier Ferdinando Casini  |                   |
|           | Casa de las Libertades | Liga Norte – Movimiento por las Autonomías (LN–MpA)  | Regionalismo/Populismo                | Umberto Bossi           |                   |
|           | Casa de las Libertades | Democracia Cristiana – Partido Socialista (DC–PS)    | Centrismo                             | Gianni De Michelis      |                   |
|           | Casa de las Libertades | Alternativa Social (AS)                              | Nacionalismo italiano                 | Alessandra Mussolini    |                   |
|           | Casa de las Libertades | Llama Tricolor (FT)                                  | Neofascismo                           | Luca Romagnoli          |                   |
|           | Casa de las Libertades | No Euro (NoEu)                                       | Euroescepticismo                      | Renzo Rabellino         |                   |

### Principales líderes de coaliciones
| Retrato | Nombre | Nombre                     | Posición más reciente | Refs        |
| ------- | ------ | -------------------------- | --- | ----------- |
|         |        | Romano Prodi (1939– )      | Presidente de la Comisión Europea (1999–2004) Otras posicionesPresidente del Consejo de Ministros de Italia (1996–1998) Diputado de la República Italiana (1996–1999) Presidente del IRI (1982–1989; 1993–1994) Ministro de Industria, Comercio y Artesanía (1978–1979) | [ 3 ] [ 4 ] |
|         |        | Silvio Berlusconi (1936– ) | Presidente del Consejo de Ministros de Italia (2001–en el cargo) Otras posicionesDiputado de la República Italiana (1994–en el cargo) Presidente del Consejo de Ministros de Italia (1994–1995) Presidente de Forza Italia (1994–en el cargo)                           | [ 5 ] [ 6 ] |

## Debates
Durante algún tiempo, Silvio Berlusconi había desafiado a Romano Prodi a un debate en la televisión nacional. Prodi, sin embargo, dijo que aceptaría solo si se hubieran establecido ciertas reglas. Posiblemente porque pensó que estaba atrasado en las encuestas, Berlusconi vio el debate como una oportunidad para volver las tornas, y acusó a Prodi de huir de él. Es notable que, en las elecciones de 2001, fue Berlusconi quien se negó a reunirse con el candidato de centroizquierda, Francesco Rutelli.
La Comisión Parlamentaria de Inspección de la RAI organizó dos debates televisados, que tenían el objetivo de garantizar la igualdad de trato entre las dos partes políticas. Sin embargo, Prodi impugnó la deliberación de este Comité, que permitió a Berlusconi también sostener un discurso televisado final después de los debates como primer ministro. Prodi se negó a participar en cualquier debate hasta que este discurso final haya sido cancelado. El problema se resolvió el 3 de marzo, cuando Berlusconi finalmente acordó cancelar el discurso final.
Los debates duraron aproximadamente 90 minutos cada uno, no incluyeron anuncios, y tenían un tiempo preestablecido para cada respuesta y cada respuesta, y la obligación de filmar solo a la persona que habla en un momento dado. A los candidatos también se les prohibió traer cualquier clase de notas con ellos, aunque pudieran escribir algunos durante el debate, y no se permitió la participación de ningún público. Este conjunto de reglas era muy inusual en los programas de entrevistas políticas italianas, donde los políticos generalmente se interrumpen, hablan simultáneamente y mientras puedan sostener la palabra. Las preguntas a los candidatos son publicadas por dos periodistas de la prensa italiana: el moderador mismo no tiene permitido hacer preguntas, solo presentar el debate y garantizar el respeto de las reglas. Al final de los debates, los candidatos pueden hacer una declaración final de 3 minutos.
El primer debate televisado, celebrado el 14 de marzo, fue transmitido en vivo por Rai Uno y moderado por Clemente Mimun, director de TG1. Presentó preguntas de los periodistas Roberto Napoletano de Il Messaggero y Marcello Sorgi de La Stampa. Fue visto por más de 16 millones de personas, un récord para un programa de televisión político. Durante su discurso final, Berlusconi, que a menudo excedió sus tiempos de intervención, atacó las reglas del debate, en su opinión demasiado estrictas, mientras que Prodi las elogió, señalando el hecho de que también se utilizan en los debates de Estados Unidos de esta manera. Algunos observadores comentaron que Berlusconi había sido decepcionante en este debate, garabateando nerviosamente mientras hablaba y confundiendo en un punto a Irán e Irak; aunque todos los políticos afirmaron que su candidato había ganado el debate, en general se estuvo de acuerdo en que Berlusconi no había asestado un duro golpe a Prodi.
El segundo debate, moderado por Bruno Vespa, un periodista y presentador italiano, se realizó el 3 de abril y se transmitió en vivo por Rai Uno, con preguntas de Napoletano y Sorgi (los mismos periodistas del primer debate). Estaba dominado por las propuestas económicas y era más intenso, con tonos mucho más fuertes entre Prodi y Berlusconi. En este debate, Berlusconi tuvo la posibilidad de hacer la declaración final de 3 minutos: en este momento, pronunció su "golpe sorpresa" proponiendo la abolición de ICI, un impuesto local sobre bienes inmuebles cuyo dinero pertenece a los ayuntamientos locales.
Más tarde, resultó que la propuesta de Berlusconi no estaba completamente acordada en el resto de la Casa de las Libertades, y Prodi, inmediatamente después del debate, señaló "sobre ICI, quiero saber en qué piensan los alcaldes de centroderecha".

## Plataformas

### La Unión
Después de una larga discusión, la coalición de centroizquierda lanzó su plataforma oficial el 10 de febrero de 2006, y lo presentó al público el día siguiente. Sin embargo, Rosa en el Puño se negó a firmarlo, porque no incluía explícitamente algunos temas, como las uniones civiles y los derechos LGBT. La plataforma ha sido criticada por la Casa de las Libertades debido a su longitud de 281 páginas.
Una versión reducida y más legible de la plataforma política oficial fue lanzado por la coalición, para responder a las críticas de la coalición de centroderecha.
Los puntos principales de la plataforma de centroizquierda fueron:
- Más seguridad, trasladando los recursos policiales de asuntos de inmigración y escolta al control del territorio;
- Inmigración controlada y promoción de formas legales de inmigrar en Italia;
- Un sistema judicial más rápido y más confiable;
- Condena completa y lucha de esquivar y regularizar el trabajo encubierto;
- Mayor integración con la Unión Europea;
- Reconocimiento de derechos para parejas civiles, no casadas;
- Retirada inmediata de las tropas italianas en Irak;
- Restricción numérica y regulación de las tipologías de trabajo flexible;
- Reducción de los impuestos sobre el trabajo en un 5% (a menudo denominada cuña fiscal), que se financiará mediante una mayor actividad policial contra los evasores de impuestos;
- Aumento de los impuestos sobre puestos de trabajo temporales para fomentar el empleo permanente.

### Casa de las Libertades
La plataforma de la Casa de las Libertades fue lanzada el 25 de febrero. Tenía 22 páginas, y se definió como la continuación de los primeros cinco años del gobierno de centroderecha. Es diferente por el contrato con los italianos (solo cinco puntos básicos) que caracterizó las elecciones generales de 2001. Fue criticado como "vago" y "propaganda".
Los puntos principales de la plataforma de centroderecha fueron:
- Aumento de la autonomía fiscal para las Regiones (federalismo fiscale, federalismo fiscal);
- Realización de la llamada grandi opere (grandes obras), especialmente el Puente del Estrecho de Mesina;
- Soporte para empresas más pequeñas y familiares, y el negocio de bienes de exportación Made in Italy;
- Reducción de impuestos;
- Consolidación de las relaciones con los EE. UU. Y reafirmación del compromiso con la Unión Europea;
- Defensa de los valores de la familia como basados en el matrimonio;
- Aumento de las sanciones legales por delitos penales;
- Mantenerse al día con la política actual para crear empleos, especialmente para los jóvenes italianos y las mujeres;
- Restricciones a la inmigración

## Encuestas de opinión
De acuerdo con las encuestas de opinión publicadas, principalmente comisionadas para periódicos nacionales, revistas y estaciones de televisión, La Unión claramente lideraba la carrera hacia las elecciones generales. Las tres encuestas que muestran la mayoría de los votos para la Casa de las Libertades fueron comisionadas por el partido Forza Italia de Berlusconi. Notablemente, Berlusconi encargó las encuestas a Penn, Schoen & Berland, una firma de investigación de los Estados Unidos, porque alegó que las encuestas nacionales eran políticamente parciales.
De acuerdo con la ley italiana par condicio, está prohibido publicar cualquier sondeo de opinión en los 15 días anteriores a la elección (25 de marzo, en este caso).
El resultado final (49.8% Unión vs 49.7% Casa de las Libertades) fue aproximadamente 3% diferente de casi todas las encuestas (incluidas todas las encuestas de salida) reduciendo la brecha de 5% esperada entre la coalición a una diferencia de aproximadamente 0.1%. En la televisión italiana algunos trataron de explicar esta discrepancia alegando que algunos votantes de la Casa de las Libertades se avergonzaron de admitir que planeaban votar por ellos. Otros afirmaron que la última semana de campaña electoral, dominada por la propuesta de Berlusconi de cortar a ICI y por la insistencia de los medios en los supuestos nuevos impuestos propugnados por La Unión, persuadieron a un gran número de italianos, generalmente desinteresados de la política, a votar por el Casa de las Libertades.
| Encuestadora           | Fecha                   | La Unión                     | Casa de las Libertades |       |       |
| ---------------------- | ----------------------- | ---------------------------- | ---------------------- | ----- | ----- |
| Encuestadora           | Fecha                   | IPR marketing (boca de urna) | 10 de abril de 2006    | 50-53 | 46-49 |
| Nexus (boca de urna)   | 10 de abril de 2006     | 50-54                        | 47-49                  |       |       |
| Piepoli Institute      | 10 de abril de 2006     | 52                           | 47                     |       |       |
| IPR Marketing          | 22 de marzo de 2006     | 52                           | 47                     |       |       |
| TNS Abacus             | 20 de marzo             | 51.5                         | 48                     |       |       |
| GfK Eurisko            | 20 de marzo             | 52                           | 46.7                   |       |       |
| Ekma Ricerche          | 20 de marzo             | 53.5                         | 46                     |       |       |
| SWG                    | 17 de marzo             | 52.8                         | 46.4                   |       |       |
| IPR Marketing          | 16 de marzo             | 52                           | 47.7                   |       |       |
| GfK Eurisko            | 15 de marzo             | 51                           | 46.5                   |       |       |
| TNS Abacus             | 13 de marzo             | 51.5                         | 48                     |       |       |
| Ekma Ricerche          | 13 de marzo             | 53                           | 46.3                   |       |       |
| IPR Marketing          | 12 de marzo             | 52                           | 47.7                   |       |       |
| SWG                    | 10 de marzo             | 52.6                         | 46                     |       |       |
| Penn, Schoen & Berland | 9 de marzo              | 48.3                         | 48.8                   |       |       |
| Euromedia Research     | 9 de marzo              | 49.3                         | 50                     |       |       |
| TNS Abacus             | 9 de marzo              | 51                           | 47.5                   |       |       |
| Lorien Consulting      | 7 de marzo              | 51.1                         | 48.1                   |       |       |
| IPR Marketing          | 7 de marzo              | 52.2                         | 47.5                   |       |       |
| Ekma Ricerche          | 6 de marzo              | 52                           | 47.5                   |       |       |
| SWG                    | 3 de marzo              | 52                           | 47                     |       |       |
| IPR Marketing          | 1 de marzo              | 52.2                         | 47.3                   |       |       |
| TNS Abacus             | 1 de marzo              | 51.5                         | 47                     |       |       |
| Ekma Ricerche          | 27 de febrero           | 51.8                         | 47.2                   |       |       |
| SWG                    | 23 de febrero           | 51.8                         | 47.2                   |       |       |
| TNS Abacus             | 22 de febrero           | 51.5                         | 47                     |       |       |
| IPR Marketing          | 21 de febrero           | 52.1                         | 47.4                   |       |       |
| Ekma Ricerche          | 20 de febrero           | 51.2                         | 47                     |       |       |
| SWG                    | 17 de febrero           | 51                           | 47.8                   |       |       |
| IPR Marketing          | 16 de febrero           | 52                           | 47.5                   |       |       |
| Penn, Schoen & Berland | 16 de febrero           | 48.2                         | 48.4                   |       |       |
| TNS Abacus             | 15 de febrero           | 51                           | 47                     |       |       |
| Ekma Ricerche          | 13 de febrero           | 51.5                         | 47.5                   |       |       |
| SWG                    | 10 de febrero           | 51.6                         | 47.3                   |       |       |
| TNS Abacus             | 8 de febrero            | 51                           | 46.5                   |       |       |
| IPR Marketing          | 7 de febrero            | 52                           | 47                     |       |       |
| Ekma Ricerche          | 6 de febrero            | 52.5                         | 46.5                   |       |       |
| SWG                    | 4 de febrero            | 51.2                         | 46.6                   |       |       |
| TNS Abacus             | 1 de febrero            | 51                           | 46                     |       |       |
| Euromedia Research     | 1 de febrero            | 50.9                         | 47.9                   |       |       |
| IPR Marketing          | 31 de enero             | 52.2                         | 47.2                   |       |       |
| Lorien Consulting      | 30 de enero             | 51.5                         | 45.9                   |       |       |
| SWG                    | 28 de enero             | 51.4                         | 46.2                   |       |       |
| TNS Abacus             | 25 de enero             | 51                           | 45.5                   |       |       |
| IPR Marketing          | 25 de enero             | 52.5                         | 47                     |       |       |
| Lorien Consulting      | 23 de enero             | 51.3                         | 46                     |       |       |
| SWG                    | 22 de enero             | 51.7                         | 45.7                   |       |       |
| TNS Abacus             | 18 de enero             | 50.5                         | 46                     |       |       |
| Euromedia Research     | 18 de enero             | 51.7                         | 48.3                   |       |       |
| IPR Marketing          | 18 de enero             | 52                           | 46                     |       |       |
| Lorien Consulting      | 16 de enero             | 51.4                         | 45.7                   |       |       |
| SWG                    | 16 de enero             | 51.4                         | 46                     |       |       |
| IPR Marketing          | 11 de enero             | 52                           | 46                     |       |       |
| TNS Abacus             | 11 de enero             | 51                           | 46                     |       |       |
| SWG                    | 5 de enero              | 49.7                         | 47.9                   |       |       |
| IPR Marketing          | 11 de diciembre de 2005 | 52.8                         | 44.9                   |       |       |
| IPR Marketing          | 7 de noviembre          | 52.5                         | 44.5                   |       |       |
| IPR Marketing          | 25 de octubre           | 52                           | 45                     |       |       |

## Problemas políticos

### La fecha de la elección

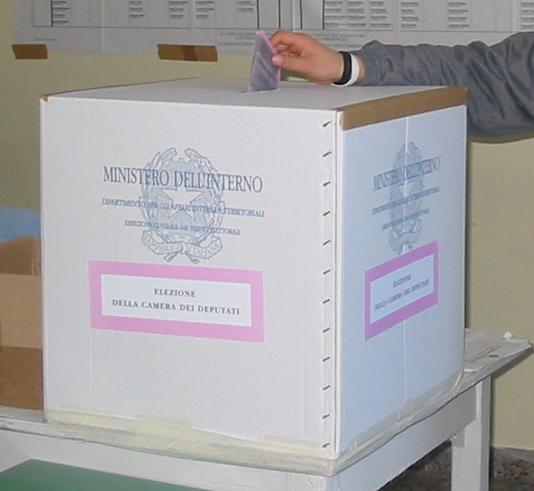
Una urna electoral para las elecciones generales de 2006

En julio de 2005, el presidente Carlo Azeglio Ciampi preguntó al actual primer ministro Silvio Berlusconi sobre la oportunidad de una elección anticipada para la primera mitad de abril de 2006, con el fin de evitar un gran punto muerto político (el mandato del propio presidente Ciampi terminaría en mayo de 2006 y no era probable que un nuevo gobierno elegido ocupara el cargo dentro de tres semanas). Sin embargo, Berlusconi rechazó el trato, alegando que permanecería en el cargo hasta la fecha de vencimiento de su mandato.
Pero, el 18 de octubre, Berlusconi anunció que las elecciones se celebrarían el 9 de abril de 2006, y finalmente seguiría las sugerencias del presidente Ciampi. Berlusconi también anunció que las próximas elecciones administrativas (que incluyen las elecciones para la alcaldía de Roma, Milán y Nápoles) se llevarán a cabo en mayo, un día después de que Romano Prodi pidiera votar todas las elecciones el mismo día, en abril. Berlusconi afirmó que esto se debía a su temor de que el buen gobierno de los alcaldes de centroizquierda pudiera favorecer al centroizquierda en las elecciones generales. Los críticos dicen que celebrar todas las elecciones en el mismo día podría ahorrar millones de euros en gastos públicos.

### La leypar condicio
Uno de los temas principales que fue relevante para esta elección general fue la ley par condicio. Su nombre, en latín, significa igualdad de trato; una ley especial que garantiza a todas las principales fuerzas políticas de la mayoría y de la oposición tener el mismo trato mediático, en términos de tiempos y espacios, y, además, niega anuncios políticos para televisión y radio fuera de algunas transmisiones específicas.
Berlusconi había declarado varias veces que quiere que la ley par condicio sea derogada o al menos modificada de una manera mucho más ligera. Críticos y opositores dijeron que la voluntad de Berlusconi de abolir la ley fue dictada por su control casi completo de 6 canales (su holding familiar controla Mediaset, que transmite tres canales privados nacionales, y controla indirectamente, como jefe de Gobierno, los tres públicos de RAI). canales de radiodifusión).
En sus últimos años de gobierno, Berlusconi intentó acelerar sus deseos; sin embargo, UDC, que es parte del gobierno de Berlusconi, declaró varias veces su oposición a abolir o cambiar la ley par condicio, con el secretario Lorenzo Cesa, después de su elección como líder del partido, quien señaló su negativa a cualquier cambio de la ley.
La ley, sin embargo, no evitó que Berlusconi usara sus canales de televisión de Mediaset, e incluso SMS a través de teléfonos celulares, para lograr más votos. Durante el día de las elecciones, los canales de Berlusconi emitieron una gran cantidad de mensajes para recordar a las personas que estaban viendo sus canales de televisión que usaran su voto junto con anuncios que decían "Mediaset te da todo sin pedir nada a cambio". Si bien estos lugares no violaron la ley par condicio, algunos de los periodistas (especialmente Emilio Fede, conocido por sus ideas políticas) de los canales de Berlusconi la violaron, y en marzo y abril de 2006, la Autorità per le Garanzie nelle Comunicazioni multó dos veces sus canales de propiedad privada por violación de la ley par condicio, la mayor multa hasta la fecha (300,000 €).

### Exenciones de impuestos
Antes de ganar las elecciones generales de 2001 y convertirse en primer ministro de Italia, Berlusconi firmó en un programa de televisión un contrato con italianos, donde prometió, si era elegido, cumplir al menos cuatro de los cinco puntos incluidos en él. Uno de los principales puntos consideraba una desgravación fiscal para los niveles de ingresos, mientras que la política del Olivo era esencialmente mantener un sistema de impuestos progresivo.
La exención fiscal generalizada se promulgó de alguna manera en 2005, y se incluyó en la última Medida Financiera. La oposición culpó a Berlusconi por hacer una rebaja de impuestos en uno de los peores períodos económicos para el país, sin cobertura para la deuda resultante, y acusó a los aliados de Berlusconi de aceptar la rebaja de impuestos a cambio de mejores posiciones de poder; durante las negociaciones para la Medida Financiera, el líder de la Alianza Nacional y, en esa fecha, el vice primer ministro, Gianfranco Fini, fue trasladado al Ministerio de Relaciones Exteriores, y al líder de la UDC, Marco Follini, quien no tenía ningún rol ministerial antes de esa fecha, fue elegido para reemplazar a Fini.
En la campaña electoral, Berlusconi y toda la coalición de centroderecha criticaron casi a la izquierda, alegando que Prodi aumentaría los impuestos si era elegido, señalando la propuesta de centro izquierda de tener un recorte del 5% de la cuña fiscal.
Los impuestos se convirtieron en el tema principal para el final de la campaña electoral, con Berlusconi citando a Prodi reintroduciría el impuesto a la herencia, derogado en 2001, y aumentaría el sistema tributario de letras del Tesoro (BOT, CCT) e impondría impuestos al comercio bursátil. Prodi señaló el hecho de que volvería a introducir el impuesto a la herencia solo para las personas muy ricas, y no aumentaría los impuestos sobre las letras del Tesoro.

### Reputación extranjera

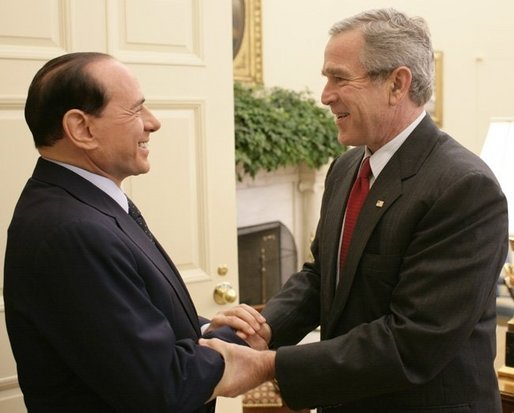
Silvio Berlusconi con el Presidente de los Estados Unidos George W. Bush en la Casa Blanca

Un buen amigo de George W. Bush y Vladímir Putin, Berlusconi apoyó la invasión estadounidense de Irak y, durante la presidencia italiana de la UE, sugirió al presidente del Grupo PSE en el Parlamento Europeo, Martin Schulz, durante una charla, un papel de kapo (interno de campo de concentración designado como supervisor) para una película hipotética, afirmando que sería "perfecto" para el papel. Cuando Berlusconi ingresó al Parlamento de Estrasburgo fue recibido con carteles en varios idiomas dirigiéndose a él como "Padrino de Europa", refiriéndose explícitamente a la serie cinematográfica de Francis Ford Coppola sobre la mafia, sin respetar su alto papel institucional como presidente del Consejo de la UE. Después, Berlusconi explotó ante las preguntas insistentes del MP Schulz. Este incidente diplomático enfrió las relaciones exteriores Italia-Alemania por un período. Finalmente, una llamada telefónica entre el primer ministro y el canciller alemán Gerhard Schröder puso fin a la disputa.
En 2001, Berlusconi declaró que la civilización occidental era "superior al Islam", por lo que fue muy criticado.
Pero en particular la prensa internacional de habla inglesa, como Financial Times y Newsweek, criticaron el trabajo de Berlusconi. Varias veces, antes y después de su elección como primer ministro, la revista semanal mundial The Economist acusó a Berlusconi de ser esencialmente "incapaz de liderar Italia".

### Nuevos derechos de voto para los italianos que viven en el extranjero
Por primera vez en la historia italiana, los ciudadanos italianos que viven en el extranjero pudieron votar por correo (sin tener que regresar físicamente a Italia para emitir su voto) para 12 diputados y 6 senadores que los representarán en el Parlamento italiano, un sistema inusual eso fue apoyado por Silvio Berlusconi y promovido por Mirko Tremaglia. Estos escaños parlamentarios están organizados en cuatro distritos electorales (Europa, América del Norte y Central, América Latina y África/Asia/Oceanía). Los candidatos deben vivir en sus respectivos distritos electorales.
Cuarenta y dos por ciento de los votantes elegibles en el extranjero participaron en las elecciones. La Unión de Prodi logró asegurar 4 de los 6 escaños del Senado, mientras que Forza Italia de Berlusconi y un candidato independiente ganaron 1 de los 2 escaños restantes, ayudando a Prodi a obtener la mayoría en el Senado italiano. En la Cámara de Diputados, 7 escaños fueron para La Unión, 4 para la coalición de Berlusconi y uno para un candidato independiente. En América del Norte, los candidatos de Toronto y Chicago fueron elegidos para la Cámara de Diputados, mientras que el candidato de la ciudad de Nueva York fue elegido para el Senado.
Berlusconi afirmó, al desafiar los resultados electorales, que hubo irregularidades en la votación en el extranjero. El resultado de la votación pudo haber estado influido por el hecho de que numerosos partidos de derecha presentaron candidatos en los distritos electorales en el extranjero, mientras que había pocos candidatos de centro izquierda, lo que dividió el voto de la centroderecha. Este error táctico puede explicarse a través de la novedad del voto en el extranjero.

### Derecho de voto para los italianos que viven en el extranjero antes de 2006
Los ciudadanos italianos que viven fuera de Italia siempre han tenido el derecho De Jure a votar en todos los referendos y elecciones que se celebran en Italia (siempre que hayan registrado su residencia en el extranjero con su consulado correspondiente). Sin embargo, hasta fines de 2001, cualquier ciudadano que deseara votar debía regresar físicamente a la ciudad o pueblo de Italia donde estaba inscrito en el censo electoral. La única excepción a esta regla fue para las elecciones italianas al parlamento europeo en las que los votantes podían emitir su voto en el consulado más cercano, pero solo si tenían su residencia en una de las otras 14 naciones de la Unión Europea.
Hasta 2001, la República Italiana ofrecía a los ciudadanos que vivían en el extranjero un viaje gratuito en tren de regreso a su ciudad natal en Italia para poder votar, sin embargo, la parte del viaje en tren que era gratis se realizaba solo en suelo italiano. Todos los costos incurridos para llegar desde su lugar de residencia al extranjero hasta la frontera italiana tenían que estar cubiertos por el ciudadano que deseaba votar, por lo tanto, un viaje gratis en tren de retorno no era un incentivo para las grandes comunidades italianas que viven tan lejos como en los Estados Unidos, Argentina o Australia. Por esta razón, muy pocos italianos en el exterior hicieron uso de este derecho al voto, a menos que vivieran en ciudades y pueblos que limitaban con Italia, como en Alemania, Suiza, Francia y Austria. Varias minorías italianas que viven en el extranjero (especialmente en los Estados Unidos) protestaron con frecuencia por esta falta de representación política, especialmente si pagaban impuestos sobre la propiedad de Italia.
Después de numerosos años de peticiones y un feroz debate, el Parlamento italiano, a fines de 2001, finalmente aprobó una ley constitucional que permite a los ciudadanos italianos que viven en el extranjero votar en las elecciones en Italia mediante votación postal. El cambio fue el resultado de una lucha de treinta años para reconocer los derechos e intereses especiales de los italianos que han emigrado al extranjero pero conservaron su identidad italiana.
Los italianos que deseen ejercer este derecho deben primero registrar su residencia en el extranjero con su consulado correspondiente.

### Reforma constitucional
Durante los últimos meses de 2004, la coalición de la Casa de las Libertades propuso una gran reforma de la actual Constitución italiana, que fue formulada en 1948. Propone varios cambios al sistema político actual: reduce el número de parlamentarios de aproximadamente 950 a 750, le da más poder al primer ministro (ya no se lo llama presidente del consejo), no habrá posibilidad de expresar un voto de censura contra el primer ministro sin indicar su sucesor (similar al voto constructivo de no confianza de Alemania); pone fin a la necesidad de que ambas Cámaras aprueben una ley, atribuyéndoles una clara competencia a cada una de ellas; otorga más poder a las regiones, con varias referencias a la devolución, el punto principal del programa de la Liga Norte, que aún garantiza, según la nueva versión del artículo 127, el interés nacional, que había sido cancelado por la reforma anterior de la izquierda.

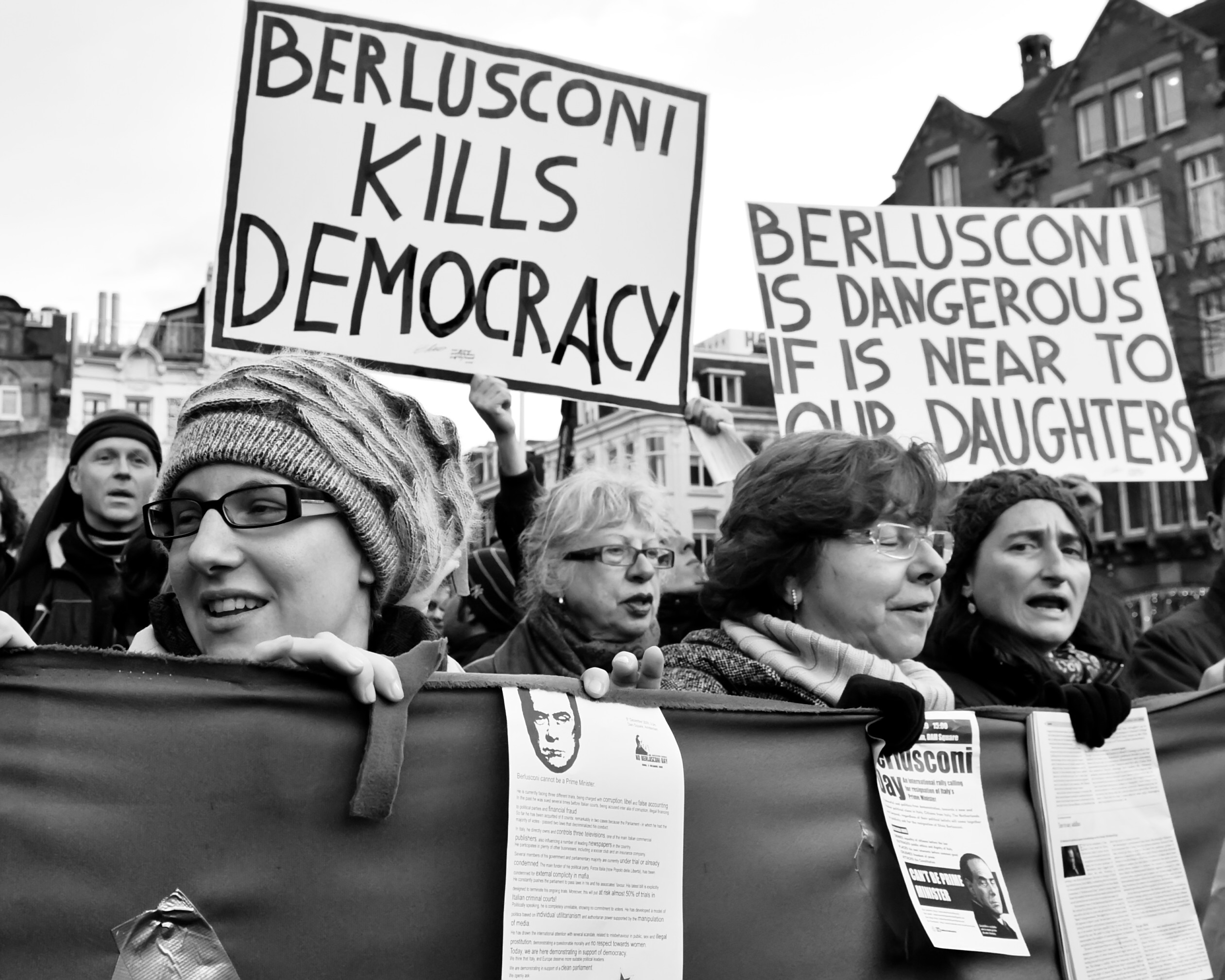
Protesta contra Berlusconi en Ámsterdam.

La Constitución italiana prescribe que ambas cámaras deben aceptar cada modificación a la constitución dos veces en tres meses, y, si pasa con menos de dos tercios de los votos en el segundo escrutinio, se puede celebrar un referéndum nacional sobre la modificación (la reforma hará posible siempre convocar dicho referéndum). Desde la oposición de centroizquierda se opuso a la nueva reforma constitucional, describiéndola como "peligrosa", "separatista" y "antidemocrática", el primer paso de procedimiento, es decir, la aprobación de la Cámara de Diputados, se llevó a cabo con éxito en octubre de 2004, pero con menos de ⅔ de los votos de la cámara baja, posibilitando el referéndum confirmativo. La segunda votación favorable, en el Senado, se realizó en marzo de 2005, mientras que la tercera se realizó el 20 de octubre. Durante la tercera votación, el exlíder de la UDC, Marco Follini, anunció que se abstendría de la votación final, no apoyaría más la reforma constitucional, seguido por su compañero de partido Bruno Tabacci.
El 17 de noviembre, el Senado aprobó la reforma constitucional en su instancia final; El líder de la Liga Norte, Umberto Bossi, asistió a la discusión y la votación y regresó al Parlamento, aunque sea como espectador, después de su enfermedad. Durante la votación, Domenico Fisichella anunció su oposición a la reforma y su renuncia inmediata al partido, yendo en contra de la línea del partido sobre el tema. Los parlamentarios italianos cambian fácilmente de partido e incluso de coalición: en la legislatura entre 1996 y 2001, el 15% de los diputados lo hicieron.
La propuesta de reforma constitucional de la Casa de las Libertades se ha hecho de forma unilateral, sin acuerdo con la oposición, mientras que la actual Constitución italiana fue escrita después de la Segunda Guerra Mundial por todas las fuerzas políticas nacionales (excepto los fascistas), desde los Liberales, a los Demócratas Cristianos, a los Socialistas, a los Comunistas y a otros. Según la Casa de la Libertad, esta política fue adoptada para corregir la reforma constitucional aprobada por la antigua mayoría de centro izquierda en 2001 (Ley constitucional 3/2001) con el mismo modo: sin acuerdo con la oposición. Sin embargo, la nueva reforma modifica profundamente el sistema constitucional de Italia, mientras que la reforma de 2001 solo modificó parcialmente una sección de la Constitución.
El referéndum nacional, solicitado por la oposición de centroizquierda y varias asociaciones y regiones, incluso por la centroderecha de Lombardía, se mantuvo el 25 y 26 de junio de 2006 y se concluyó con la negativa de la reforma constitucional por parte de 61.32% de las votaciones.

### Las elecciones regionales de 2005
Los días 3 y 4 de abril de 2005 se celebraron elecciones regionales en 13 regiones italianas (las elecciones en Basilicata se postergaron durante dos semanas debido a irregularidades). El resultado final realmente revirtió el escenario político de Italia, con la coalición de centroizquierda de oposición La Unión ganando en 11 regiones, mientras que la coalición de centroderecha gobernante Casa de Libertades mantuvo solo dos de las ocho regiones que gobernaban antes de las elecciones. Estos resultados han llevado a algunos miembros de la derecha, incluido el vice primer ministro Marco Follini, a solicitar elecciones nacionales anticipadas.

### Las elecciones primarias de la izquierda

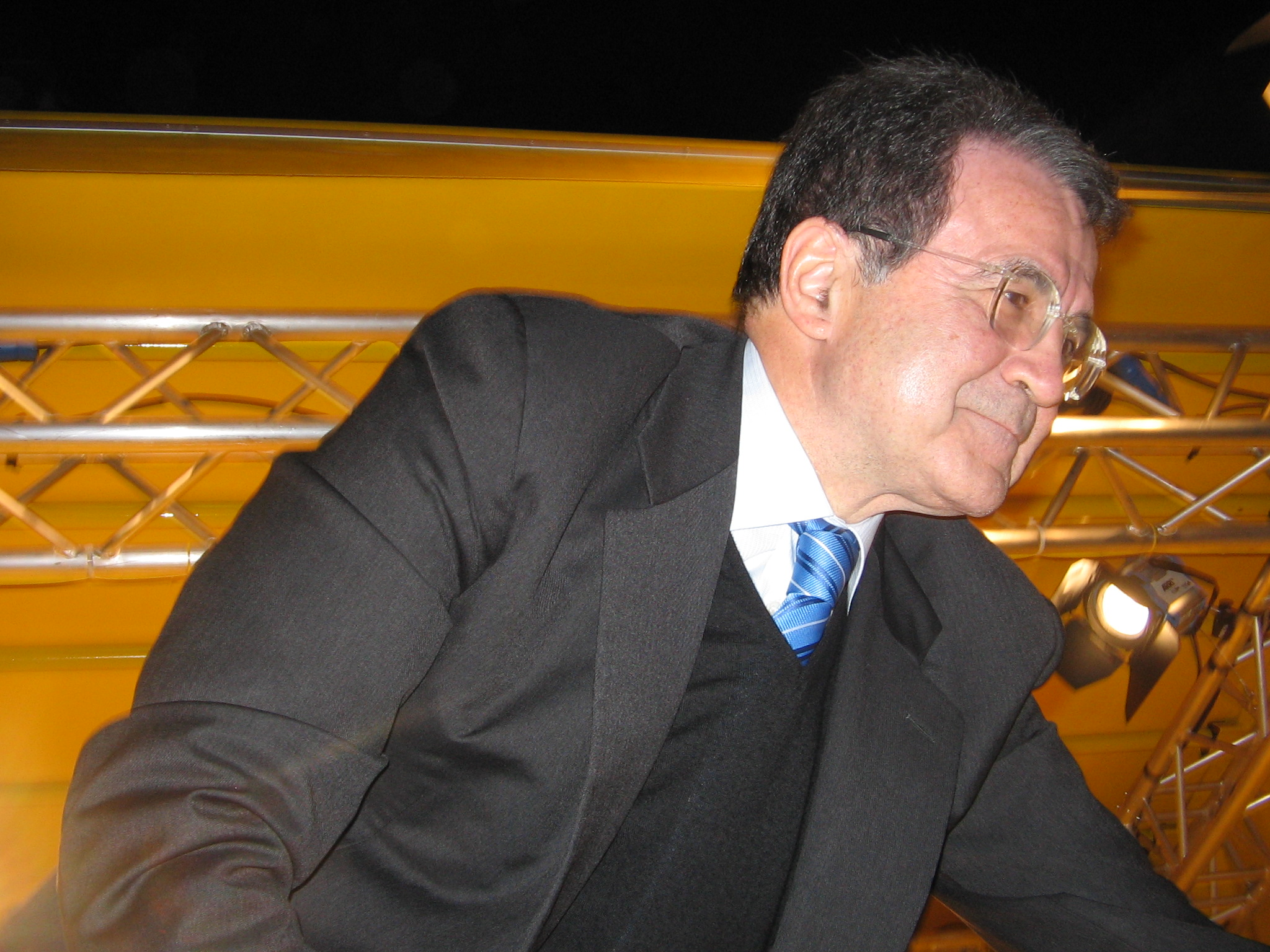
Romano Prodi durante la campaña electoral.

El 16 de octubre de 2005, se celebraron elecciones primarias para declarar oficialmente al único candidato para la coalición de centroizquierda La Unión. Más de cuatro millones de votantes han participado en las elecciones.
El candidato principal Romano Prodi, quien ha sido uno de los principales partidarios de las elecciones primarias, obtuvo una clara victoria, obteniendo alrededor del 75% de los votos y derrotando al líder del Partido de la Refundación Comunista, Fausto Bertinotti, al verde Alfonso Pecoraro Scanio, al exmagistrado Antonio Di Pietro, al centrista católico Clemente Mastella, al candidato independiente Ivan Scalfarotto y a la candidata de extrema izquierda Simona Panzino. Las elecciones también se abrieron a residentes oficiales no italianos, incluso si no son elegibles para votar en las elecciones generales.

### Problemas económicos
Italia fue el único país europeo en el que la tasa de crecimiento de la economía es casi nula y una de las deudas más elevadas de toda la UE, lo que llevó a Berlusconi a pedir con éxito que se suavizaran los parámetros del Tratado de Maastricht. Esto llevó a varios críticos de la política económica de Berlusconi, estrictamente vinculada al trabajo del Ministerio de Economía italiano de Giulio Tremonti, que se vio obligado a dimitir en 2004 después de fuertes protestas de los partidos de su propia coalición, especialmente la Alianza Nacional, y regresó a su puesto anterior en el gabinete un año después, luego de la renuncia de Domenico Siniscalco; El trabajo de Tremonti para tratar de llenar el déficit de efectivo a menudo se basaba en amnistías por infringir los impuestos y las normas de construcción. Prodi y la centroizquierda a menudo criticaron esa faceta de la centroderecha italiana.

### Seguridad en el empleo
La regulación del empleo temporal se introdujo por primera vez como "pacchetto Treu" durante el gobierno de centroizquierda de 1996-2001. Luego fue cambiado por el ministro de Trabajo Roberto Maroni en 2003, introduciendo una gran cantidad de formularios de trabajo temporal y haciendo que el trabajo temporal fuera más económico que el permanente.
La centroizquierda criticó duramente la ley actual, alegando que ha dañado el futuro de los jóvenes. Más recientemente, Prodi definió la legislación laboral actual como "mucho peor que el CPE francés".
La centroizquierda ha propuesto colocar los costos de trabajo temporales y permanentes en el mismo nivel, contener la cantidad de formularios de trabajo temporal y regular las pasantías.

## El sistema electoral
Desde las elecciones generales de 1994 y 2001, Italia tenía un sistema electoral mixto, con el 75% de los escaños asignados a través de un sistema de votación plural, y el 25% a través de un sistema proporcional.
La Cámara de Diputados italiana tiene 630 escaños, el Senado 315 (exactamente la mitad).

### Aprobación de un nuevo sistema de votación
El 13 de septiembre de 2005 se presentó un libro blanco para un sistema electoral de proporcionalidad únicamente a la Cámara de Diputados, solo siete meses antes de las elecciones generales de 2006. Esta reforma, fuertemente respaldada por la centrista Unión de los Demócratas Cristianos y de Centro (UDC), propuso un umbral del 4% antes de que un partido obtuviera ningún escaño, y una bonificación mayoritaria de (al menos) 340 escaños para la coalición ganadora, el total de votos para cada coalición es la suma de los votos de los partidos de la coalición que han ganado al menos el 4% de los votos nacionales. La nueva propuesta fue aprobada por el parlamento.
Una encuesta electoral publicada el 15 de septiembre de 2005 por el periódico de izquierda nacional La Repubblica afirmó que, con la propuesta inicial de reforma electoral convertida en ley, la Casa de las Libertades ganaría las próximas elecciones 340-290, incluso si ganaran solo el 45% de los votos y la coalición opositora La Unión ganara el 50%, porque La Unión también incluye varios partidos pequeños con menos del 4% de los votos nacionales. Esto podría haberse evitado si los pequeños partidos de la oposición corrían con un boleto común. El objetivo de este proyecto de reforma era reducir el número de partidos, y particularmente el centro-izquierda moderado se habría aprovechado de los partidos de izquierda radical más pequeños.
La UDC, al comentar sobre la propuesta, solicitó la abolición de la cláusula de corte del 4%, mientras que la Alianza Nacional no mostró ningún favor a este intento de reforma, y su líder, Gianfranco Fini, afirmó que quería primero votar por la Constitución. reforma, y luego para el nuevo sistema de votación, con la condición de que no se derogara el límite del 4%.
Esta propuesta de ley fue fuertemente cuestionada por la coalición opositora, que la definió como un "intento de golpe". El líder de la oposición Romano Prodi dijo que era "totalmente inaceptable". Varios periódicos orientados políticamente a la izquierda apodaron la propuesta del sistema electoral de la Casa de las Libertades como "Truffarellum", después de "truffa" (italiano para "fraude") y "Mattarellum", (de Sergio Mattarella), el nombre más común para la ley electoral italiana anterior (hay una costumbre reciente de apodar a los nuevos sistemas electorales por una versión algo latinizada del nombre del legislador; otro es el sistema utilizado en las elecciones regionales, el llamado "Tatarellum"). de Pinuccio Tatarella).
Cabe destacar que algunos partidos de oposición más pequeños, como el Partido de la Refundación Comunista y la Unión de Demócratas por Europa (UDEUR), apoyaron una ley electoral proporcional; sin embargo, declararon que estaban en contra de una reforma electoral por parte de este parlamento, porque la ley actual cambiaría demasiado cerca de las elecciones generales de 2006.
El primer ministro italiano, Silvio Berlusconi, había sido un firme defensor de la ley electoral basada en la pluralidad; en 1995, hablando de su coalición, incluso definió el principio de pluralidad como "nuestra religión".
Una versión modificada de la primera propuesta, esta vez con un umbral del 2% para ingresar al Parlamento y sin el voto de preferencia para los candidatos, pero aún sin el apoyo de la oposición, fue presentada a la Cámara de Diputados. El recuento de votos comenzó el 11 de octubre de 2005; la cámara baja del parlamento italiano aprobó la reforma electoral el 14 de octubre. 
El nuevo acto electoral fue finalmente aprobado el 16 de diciembre de 2005 y refrendado por el presidente Ciampi el 23 de diciembre de 2005.
Roberto Calderoli, el autor principal de esta reforma electoral, definió esta ley como "una picardía" (usando el término vulgarmente vulgar "porcata").
Irónicamente, la nueva ley electoral permitió al Sr. Prodi contar con una gran mayoría en la Cámara y obtener la mayoría también en el Senado, donde La Casa de las Libertades en realidad tuvo más votos (49.88% vs. 49.18% para La Unión).

## Resultados

### Cámara de Diputados

#### Resultados totales
|                                                          |                                                      |                                             |                      |                      |                      |                |                |                |                          |                          |                          |                 |       |
| Partido o Coalición                                      | Partido o Coalición                                  | Partido o Coalición                         | Italia (19 regiones) | Italia (19 regiones) | Italia (19 regiones) | Valle de Aosta | Valle de Aosta | Valle de Aosta | Italianos en el exterior | Italianos en el exterior | Italianos en el exterior | Escaños totales | +/–   |
| Partido o Coalición                                      | Partido o Coalición                                  | Partido o Coalición                         | Votos                | %                    | Escaños              | Votos          | %              | Escaños        | Votos                    | %                        | Escaños                  | Escaños totales | +/–   |
|                                                          |                                                      | El Olivo (DS–DL)                            | 11.930.983           | 31,27                | 220                  | —              | —              | 0              | 421.414                  | 43,39                    | 6                        | 226             | +7    |
|                                                          | Partido de la Refundación Comunista (PRC)            | 2.229.464                                   | 5,84                 | 41                   | —                    | —              | 0              | —              | —                        | 0                        | 41                       | +30             |       |
|                                                          | Rosa en el Puño (RnP)                                | 990.694                                     | 2,60                 | 18                   | —                    | —              | 0              | —              | —                        | 0                        | 18                       | +9              |       |
|                                                          | Italia de los Valores (IdV)                          | 877.052                                     | 2,30                 | 16                   | —                    | —              | 0              | 27.432         | 2,82                     | 1                        | 17                       | +17             |       |
|                                                          | Partido de los Comunistas Italianos (PdCI)           | 884.127                                     | 2,32                 | 16                   | —                    | —              | 0              | —              | —                        | 0                        | 16                       | +6              |       |
|                                                          | Federación de los Verdes (FdV)                       | 784.803                                     | 2,06                 | 15                   | —                    | —              | 0              | —              | —                        | 0                        | 15                       | +7              |       |
|                                                          | Unión de Demócratas por Europa (UDEUR)               | 534.088                                     | 1,40                 | 10                   | —                    | —              | 0              | 9.721          | 1,00                     | 0                        | 10                       | –               |       |
|                                                          | Partido Popular Sudtirolés (SVP)                     | 182.704                                     | 0,48                 | 4                    | —                    | —              | 0              | —              | —                        | 0                        | 4                        | +1              |       |
|                                                          | Autonomía Libertad Democracia (ALD)                  | —                                           | —                    | 0                    | 34.168               | 43,44          | 1              | —              | —                        | 0                        | 1                        | Nuevo           |       |
| La Unión                                                 | La Unión                                             | 19,002,598                                  | 48.30                | 340                  | 34.168               | 43.44          | 1              | 458.567        | 47.21                    | 7                        | 348                      | –               |       |
|                                                          |                                                      | Forza Italia (FI)                           | 9.048.976            | 23,72                | 137                  | 13.374         | 17,00          | 0              | 202.536                  | 20,86                    | 3                        | 140             | −54   |
|                                                          | Alianza Nacional (AN)                                | 4.707.126                                   | 12,34                | 71                   | —                    | 13.374         | 17,00          | 0              | —                        | 0                        | 72                       | −27             |       |
|                                                          | Por Italia en el Mundo                               | —                                           | —                    | 0                    | —                    | —              | 0              | 72.105         | 7,42                     | 1                        | 72                       | −27             |       |
|                                                          | Unión de los Demócratas Cristianos y de Centro (UDC) | 2.580.190                                   | 6,76                 | 39                   | —                    | —              | 0              | 66.456         | 6,75                     | 0                        | 39                       | −1              |       |
|                                                          | Liga Norte – MpA (LN–MpA)                            | 1.747.730                                   | 4,58                 | 26                   | 1.566                | 1,99           | 0              | 20.205         | 2,08                     | 0                        | 26                       | −4              |       |
|                                                          | Democracia Cristiana – Partido Socialista (DC–PS)    | 285.474                                     | 0,75                 | 4                    | —                    | —              | 0              | —              | —                        | 0                        | 4                        | –               |       |
| Casa de las Libertades                                   | Casa de las Libertades                               | 18,977,843                                  | 48.15                | 277                  | 14.940               | 18.99          | 0              | 361.302        | 37.11                    | 4                        | 281                      | –               |       |
|                                                          | Asociaciones Italianas en Sudamérica (AISA)          | Asociaciones Italianas en Sudamérica (AISA) | —                    | —                    | 0                    | —              | —              | 0              | 99.817                   | 10,28                    | 1                        | 1               | Nuevo |
|                                                          |                                                      |                                             |                      |                      |                      |                |                |                |                          |                          |                          |                 |       |
| Votos válidos                                            | Votos válidos                                        | Votos válidos                               | 38,153,343           | 97.08                |                      | 78,661         | 93.72          |                | 971.152                  | 92.15                    |                          |                 |       |
| Votos en blanco                                          | Votos en blanco                                      | Votos en blanco                             | 439.286              | 1.12                 | 2.505                | 2.98           | 11.046         | 1.05           |                          |                          |                          |                 |       |
| Votos nulos                                              | Votos nulos                                          | Votos nulos                                 | 705.868              | 1.80                 | 2.767                | 3.30           | 71.666         | 6.80           |                          |                          |                          |                 |       |
| Total                                                    | Total                                                | Total                                       | 39.298.497           | 100.00               | 617                  | 83.933         | 100.00         | 1              | 1.053.864                | 100.00                   | 7                        | 630             | –     |
| Registrados/Participación                                | Registrados/Participación                            | Registrados/Participación                   | 46.997.601           | 83.62                |                      | 100.580        | 83.45          |                | 2.707.382                | 38.93                    |                          |                 |       |
| Fuente: Departamento de Asuntos Internos y Territoriales |                                                      |                                             |                      |                      |                      |                |                |                |                          |                          |                          |                 |       |

| \| Voto popular (Partido) \| Voto popular (Partido) \| Voto popular (Partido) \| Voto popular (Partido) \| Voto popular (Partido) \| \| ---------------------- \| ---------------------- \| ---------------------- \| ---------------------- \| ---------------------- \| \| Partidos \| Partidos \| \| % \| % \| \| Olivo \| Olivo \| \| 31.27 % \| 31.27 % \| \| FI \| FI \| \| 23.72 % \| 23.72 % \| \| AN \| AN \| \| 12.34 % \| 12.34 % \| \| UDC \| UDC \| \| 6.76 % \| 6.76 % \| \| PRC \| PRC \| \| 5.84 % \| 5.84 % \| \| LN \| LN \| \| 4.58 % \| 4.58 % \| \| RnP \| RnP \| \| 2.60 % \| 2.60 % \| \| IdV \| IdV \| \| 2.30 % \| 2.30 % \| \| PdCI \| PdCI \| \| 2.32 % \| 2.32 % \| \| FdV \| FdV \| \| 2.06 % \| 2.06 % \| \| UDEUR \| UDEUR \| \| 1.40 % \| 1.40 % \| \| Otros \| Otros \| \| 4.81 % \| 4.81 % \| |          |  |         |         |
| Voto popular (Partido) |          |  |         |         |
| Partidos | Partidos |  | %       | %       |
| Olivo | Olivo    |  | 31.27 % | 31.27 % |
| FI | FI       |  | 23.72 % | 23.72 % |
| AN | AN       |  | 12.34 % | 12.34 % |
| UDC | UDC      |  | 6.76 %  | 6.76 %  |
| PRC | PRC      |  | 5.84 %  | 5.84 %  |
| LN | LN       |  | 4.58 %  | 4.58 %  |
| RnP | RnP      |  | 2.60 %  | 2.60 %  |
| IdV | IdV      |  | 2.30 %  | 2.30 %  |
| PdCI | PdCI     |  | 2.32 %  | 2.32 %  |
| FdV | FdV      |  | 2.06 %  | 2.06 %  |
| UDEUR | UDEUR    |  | 1.40 %  | 1.40 %  |
| Otros | Otros    |  | 4.81 %  | 4.81 %  |

| \| Voto popular (Coalición) \| Voto popular (Coalición) \| Voto popular (Coalición) \| Voto popular (Coalición) \| Voto popular (Coalición) \| \| ------------------------ \| ------------------------ \| ------------------------ \| ------------------------ \| ------------------------ \| \| Coaliciónes \| Coaliciónes \| \| % \| % \| \| Unión \| Unión \| \| 49.81 % \| 49.81 % \| \| CdL \| CdL \| \| 49.74 % \| 49.74 % \| \| Otros \| Otros \| \| 0.45 % \| 0.45 % \| |             |  |         |         |
| Voto popular (Coalición) |             |  |         |         |
| Coaliciónes | Coaliciónes |  | %       | %       |
| Unión | Unión       |  | 49.81 % | 49.81 % |
| CdL | CdL         |  | 49.74 % | 49.74 % |
| Otros | Otros       |  | 0.45 %  | 0.45 %  |

| \| Escaños parlamentarios (Coalición) \| Escaños parlamentarios (Coalición) \| Escaños parlamentarios (Coalición) \| Escaños parlamentarios (Coalición) \| Escaños parlamentarios (Coalición) \| \| ---------------------------------- \| ---------------------------------- \| ---------------------------------- \| ---------------------------------- \| ---------------------------------- \| \| Coaliciones \| Coaliciones \| \| % \| % \| \| Unión \| Unión \| \| 55.24 % \| 55.24 % \| \| CdL \| CdL \| \| 44.60 % \| 44.60 % \| \| Otros \| Otros \| \| 0.16 % \| 0.16 % \| |             |  |         |         |
| Escaños parlamentarios (Coalición) |             |  |         |         |
| Coaliciones | Coaliciones |  | %       | %       |
| Unión | Unión       |  | 55.24 % | 55.24 % |
| CdL | CdL         |  | 44.60 % | 44.60 % |
| Otros | Otros       |  | 0.16 %  | 0.16 %  |

#### Italia (19 regiones de 20)
| Coalición                             | Coalición                                                 | Partido                                                   | Partido                                                   | Votos      | %     | Escaños |
| ------------------------------------- | --------------------------------------------------------- | --------------------------------------------------------- | --------------------------------------------------------- | ---------- | ----- | ------- |
|                                       | La Unión                                                  |                                                           | El Olivo (DS–DL)                                          | 11.930.983 | 31,27 | 220     |
|                                       | La Unión                                                  | Partido de la Refundación Comunista (PRC)                 | 2.229.464                                                 | 5,84       | 41    |         |
|                                       | La Unión                                                  | Rosa en el Puño (RnP)                                     | 990.694                                                   | 2,60       | 18    |         |
|                                       | La Unión                                                  | Partido de los Comunistas Italianos (PdCI)                | 884.127                                                   | 2,32       | 16    |         |
|                                       | La Unión                                                  | Italia de los Valores (IdV)                               | 877.052                                                   | 2,30       | 16    |         |
|                                       | La Unión                                                  | Federación de los Verdes (FdV)                            | 784.803                                                   | 2,06       | 15    |         |
|                                       | La Unión                                                  | Unión de Demócratas por Europa (UDEUR)                    | 534.088                                                   | 1,40       | 10    |         |
|                                       | La Unión                                                  | Partido de los Pensionistas (PP)                          | 333.278                                                   | 0,87       | 0     |         |
|                                       | La Unión                                                  | Partido Popular Sudtirolés (SVP)                          | 182.704                                                   | 0,48       | 4     |         |
|                                       | La Unión                                                  | Los Socialistas                                           | 73.751                                                    | 0,19       | 0     |         |
|                                       | La Unión                                                  | Lista de los Consumidores (LC)                            | 73.751                                                    | 0,19       | 0     |         |
|                                       | La Unión                                                  | Liga Autonomía Lombarda (LAL)                             | 44.589                                                    | 0,12       | 0     |         |
|                                       | La Unión                                                  | Liga Fronte Veneto (LFV)                                  | 21.999                                                    | 0,06       | 0     |         |
| Total                                 | Total                                                     | 19.002.598                                                | 49,81                                                     | 340        |       |         |
|                                       | Casa de las Libertades                                    |                                                           | Forza Italia (FI)                                         | 9.048.976  | 23,72 | 137     |
|                                       | Casa de las Libertades                                    | Alianza Nacional (AN)                                     | 4.707.126                                                 | 12,34      | 71    |         |
|                                       | Casa de las Libertades                                    | Unión de los Demócratas Cristianos y de Centro (UDC)      | 2.580.190                                                 | 6,76       | 39    |         |
|                                       | Casa de las Libertades                                    | Liga Norte – Movimiento por la Autonomía (LN–MpA)         | 1.747.730                                                 | 4,58       | 26    |         |
|                                       | Casa de las Libertades                                    | Democracia Cristiana – Partido Socialista (DC–PS)         | 285.474                                                   | 0,75       | 4     |         |
|                                       | Casa de las Libertades                                    | Alternativa Social (AS)                                   | 255.354                                                   | 0,67       | 0     |         |
|                                       | Casa de las Libertades                                    | Llama Tricolor (FT)                                       | 230.506                                                   | 0,60       | 0     |         |
|                                       | Casa de las Libertades                                    | No Euro (NE)                                              | 58.746                                                    | 0,15       | 0     |         |
|                                       | Casa de las Libertades                                    | Pensionistas Unidos (PU)                                  | 27.550                                                    | 0,07       | 0     |         |
|                                       | Casa de las Libertades                                    | Ambienta-lista – Ecologistas Democráticos                 | 17.145                                                    | 0,04       | 0     |         |
|                                       | Casa de las Libertades                                    | Partido Liberal Italiano (PLI)                            | 12.265                                                    | 0,03       | 0     |         |
|                                       | Casa de las Libertades                                    | S.O.S. Italia                                             | 6.781                                                     | 0,02       | 0     |         |
| Total                                 | Total                                                     | 18.977.843                                                | 49,74                                                     | 277        |       |         |
|                                       | Proyecto Nordeste (PNE)                                   | Proyecto Nordeste (PNE)                                   | Proyecto Nordeste (PNE)                                   | 92.002     | 0,24  | 0       |
|                                       | Die Freiheitlichen (DF)                                   | Die Freiheitlichen (DF)                                   | Die Freiheitlichen (DF)                                   | 17.183     | 0,05  | 0       |
|                                       | Tercer Polo (TP)                                          | Tercer Polo (TP)                                          | Tercer Polo (TP)                                          | 16.174     | 0,04  | 0       |
|                                       | Independencia República de Cerdeña (IRS)                  | Independencia República de Cerdeña (IRS)                  | Independencia República de Cerdeña (IRS)                  | 11.648     | 0,03  | 0       |
|                                       | Cerdeña Nación (SN)                                       | Cerdeña Nación (SN)                                       | Cerdeña Nación (SN)                                       | 11.000     | 0,03  | 0       |
|                                       | Solidaridad                                               | Solidaridad                                               | Solidaridad                                               | 5.814      | 0,02  | 0       |
|                                       | Por el Sur                                                | Por el Sur                                                | Por el Sur                                                | 5.130      | 0,01  | 0       |
|                                       | Movimiento Democrático – Nosotros los Sicilianos (MDS–NS) | Movimiento Democrático – Nosotros los Sicilianos (MDS–NS) | Movimiento Democrático – Nosotros los Sicilianos (MDS–NS) | 5.003      | 0,01  | 0       |
|                                       | Movimiento Triveneto (MT)                                 | Movimiento Triveneto (MT)                                 | Movimiento Triveneto (MT)                                 | 4.518      | 0,01  | 0       |
|                                       | Dimensión Cristiana (DC)                                  | Dimensión Cristiana (DC)                                  | Dimensión Cristiana (DC)                                  | 2.489      | 0,01  | 0       |
|                                       | Derecha Nacional (DN)                                     | Derecha Nacional (DN)                                     | Derecha Nacional (DN)                                     | 1.093      | 0,00  | 0       |
|                                       | Lega Sud Ausonia (LSA)                                    | Lega Sud Ausonia (LSA)                                    | Lega Sud Ausonia (LSA)                                    | 848        | 0,00  | 0       |
| Votos válidos                         | Votos válidos                                             | Votos válidos                                             | Votos válidos                                             | 38.153.343 | 97,09 | –       |
| Votos inválidos/en blanco/sin asignar | Votos inválidos/en blanco/sin asignar                     | Votos inválidos/en blanco/sin asignar                     | Votos inválidos/en blanco/sin asignar                     | 1.145.154  | 2,91  | –       |
| Total                                 | Total                                                     | Total                                                     | Total                                                     | 39.298.497 | 100   | 617     |
| Votantes registrados/participación    | Votantes registrados/participación                        | Votantes registrados/participación                        | Votantes registrados/participación                        | 46.997.601 | 83,62 | –       |
| Fuente: Ministerio del Interior       |                                                           |                                                           |                                                           |            |       |         |

#### Resultados por región (19 regiones de 20)
| Región               | La Unión | Casa de las Libertades |       |
| -------------------- | -------- | ---------------------- | ----- |
| Región               | Abruzos  | 52,82                  | 47,05 |
| Apulia               | 48,29    | 51,54                  |       |
| Basilicata           | 60,08    | 39,49                  |       |
| Calabria             | 56,71    | 42,84                  |       |
| Nápoles              | 52,40    | 47,28                  |       |
| Campania             | 49,28    | 50,36                  |       |
| Emilia-Romaña        | 59,92    | 40,08                  |       |
| Friuli-Venecia Julia | 44,84    | 54,51                  |       |
| Roma                 | 52,29    | 47,56                  |       |
| Lacio                | 44,04    | 55,96                  |       |
| Liguria              | 53,63    | 46,37                  |       |
| Milán                | 46,34    | 53,66                  |       |
| Lombardía 2          | 38,91    | 61,09                  |       |
| Lombardía 3          | 46,22    | 53,78                  |       |
| Marcas               | 55,22    | 44,78                  |       |
| Molise               | 50,95    | 49,05                  |       |
| Turín                | 55,43    | 44,57                  |       |
| Piamonte             | 44,12    | 55,88                  |       |
| Cerdeña              | 52,49    | 45,35                  |       |
| Sicilia 1            | 43,51    | 56,05                  |       |
| Sicilia 2            | 40,50    | 59,50                  |       |
| Trentino-Alto Adigio | 62,00    | 35,32                  |       |
| Toscana              | 61,75    | 38,25                  |       |
| Umbría               | 57,53    | 42,47                  |       |
| Véneto 1             | 38,90    | 58,76                  |       |
| Véneto 2             | 42,20    | 53,92                  |       |

Fuente: Ministerio del Interior Italiano, Votos, Escaños

#### Valle de Aosta
| Candidato                             | Partido (o lista de coalición unificada) | Partido (o lista de coalición unificada)             | Votos   | %     | Escaños |
| ------------------------------------- | ---------------------------------------- | ---------------------------------------------------- | ------- | ----- | ------- |
| Roberto Nicco                         |                                          | Autonomía Libertad Democracia (ALD)                  | 34.168  | 43,44 | 1       |
| Marco Vierin (SA)                     |                                          | Valle de Aosta (UV-SA-FA)                            | 24.119  | 30,66 | 0       |
| Massimo Lattanzi                      |                                          | Forza Italia–Alianza Nacional (FI–AN)                | 13.374  | 17,00 | 0       |
| Luca Bringhen                         |                                          | Unión de los Demócratas Cristianos y de Centro (UDC) | 2.282   | 2,90  | 0       |
| Alessandra Mussolini                  |                                          | Alternativa Social (AS)                              | 1.587   | 2,02  | 0       |
| Vincenzo Falco                        |                                          | Liga Norte (LN)                                      | 1.566   | 1,99  | 0       |
| Marco Bertone                         |                                          | Partido de los Pensionistas (PP)                     | 1.135   | 1,44  | 0       |
| Marcello Pietrantonio                 |                                          | Llama Tricolor (FT)                                  | 430     | 0,55  | 0       |
| Votos válidos                         | Votos válidos                            | Votos válidos                                        | 78.661  | 93,72 | –       |
| Votos inválidos/en blanco/sin asignar | Votos inválidos/en blanco/sin asignar    | Votos inválidos/en blanco/sin asignar                | 5.272   | 6,28  | –       |
| Total                                 | Total                                    | Total                                                | 83.933  | 100   | 1       |
| Votantes registrados/participación    | Votantes registrados/participación       | Votantes registrados/participación                   | 100.580 | 83,45 | –       |
| Fuente: Ministerio del Interior       |                                          |                                                      |         |       |         |

#### Italianos en el exterior
| Partido (o una lista de coalición unificada) | Partido (o una lista de coalición unificada)                       | Votos     | %     | Escaños |
| -------------------------------------------- | ------------------------------------------------------------------ | --------- | ----- | ------- |
|                                              | La Unión (Unione)                                                  | 421.414   | 43,39 | 6       |
|                                              | Forza Italia (FI)                                                  | 202.536   | 20,86 | 3       |
|                                              | Asociaciones Italianas en Sudamérica (AISA)                        | 99.817    | 10,28 | 1       |
|                                              | Por Italia en el Mundo con Tremaglia                               | 72.105    | 7,42  | 1       |
|                                              | Unión de los Demócratas Cristianos y de Centro (UDC)               | 66.456    | 6,75  | 0       |
|                                              | Italia de los Valores (IdV)                                        | 27.432    | 2,82  | 1       |
|                                              | Liga Norte–Movimiento por la Autonomía (LN–MpA)                    | 20.205    | 2,08  | 0       |
|                                              | Unión Sudamericana Emigrantes Italianos (USEI)                     | 14.205    | 1,46  | 0       |
|                                              | Partido de los Italianos en el Mundo                               | 11.250    | 1,16  | 0       |
|                                              | La Otra Sicilia (LAS)                                              | 10.867    | 1,12  | 0       |
|                                              | Unión de Demócratas por Europa (UDEUR)                             | 9.721     | 1,00  | 0       |
|                                              | Alternativa Social (AS)                                            | 7.030     | 0,72  | 0       |
|                                              | Amor a Italia                                                      | 3.732     | 0,38  | 0       |
|                                              | Alternativa Independiente para los Italianos en el Exterior (AIIE) | 3.474     | 0,36  | 0       |
|                                              | Llama Tricolor (FT)                                                | 1.197     | 0,12  | 0       |
| Votos válidos                                | Votos válidos                                                      | 971.152   | 92,15 | –       |
| Votos inválidos/en blanco/sin asignar        | Votos inválidos/en blanco/sin asignar                              | 82.712    | 7,85  | –       |
| Total                                        | Total                                                              | 1.053.864 | 100   | 12      |
| Votantes registrados/participación           | Votantes registrados/participación                                 | 2.707.382 | 38,93 | –       |
| Fuente: Ministerio del Interior              |                                                                    |           |       |         |

### Senado de la República

#### Resultados totales
|                                                          |                                                                    |                                             |                      |                      |                      |                |                |                |                      |                      |                      |                          |                          |                          |       |       |
| Partido o Coalición                                      | Partido o Coalición                                                | Partido o Coalición                         | Italia (18 regiones) | Italia (18 regiones) | Italia (18 regiones) | Valle de Aosta | Valle de Aosta | Valle de Aosta | Trentino-Alto Adigio | Trentino-Alto Adigio | Trentino-Alto Adigio | Italianos en el exterior | Italianos en el exterior | Italianos en el exterior | Total | +/–   |
| Partido o Coalición                                      | Partido o Coalición                                                | Partido o Coalición                         | Votos                | %                    | Escaños              | Votos          | %              | Escaños        | Votos                | %                    | Escaños              | Votos                    | %                        | Escaños                  | Total | +/–   |
|                                                          |                                                                    | Demócratas de Izquierda (DS)                | 5.977.347            | 17,50                | 62                   | —              | —              | 0              | 343.279              | 59,83                | 5                    | 393.357                  | 44,14                    | 4                        | 65    | +1    |
|                                                          | El Olivo                                                           | 59.498                                      | 0,17                 | 1                    | —                    | —              | 0              |                | 343.279              | 59,83                | 5                    | 393.357                  | 44,14                    | 4                        | 65    | +1    |
|                                                          | La Margarita (DL)                                                  | 3.664.903                                   | 10,73                | 39                   | —                    | —              | 0              | 43             | 343.279              | 59,83                | 5                    | 393.357                  | 44,14                    | 4                        | ±0    |       |
|                                                          | Partido de la Refundación Comunista (PRC)                          | 2.518.361                                   | 7,37                 | 27                   | —                    | —              | 0              | —              | 343.279              | 59,83                | 5                    | —                        | 0                        | 27                       | +23   |       |
|                                                          | Juntos con la Unión (FdV–PdCI–CU)                                  | 1.423.003                                   | 4,17                 | 11                   | —                    | —              | 0              | —              | 343.279              | 59,83                | 5                    | —                        | 0                        | 11                       | +1    |       |
|                                                          | Italia de los Valores (IdV)                                        | 986.191                                     | 8,89                 | 4                    | —                    | —              | 0              | 26.486         | 343.279              | 59,83                | 5                    | 2,97                     | 0                        | 4                        | +3    |       |
|                                                          | Unión de Demócratas por Europa (UDEUR)                             | 477.226                                     | 1,40                 | 3                    | —                    | —              | 0              | 13.507         | 343.279              | 59,83                | 5                    | 1,52                     | 0                        | 3                        | –     |       |
|                                                          | Partido Popular Sudtirolés (SVP)                                   | —                                           | —                    | 0                    | —                    | —              | 0              | —              | 343.279              | 59,83                | 5                    | —                        | 0                        | 3                        | ±0    |       |
|                                                          | Lista de los Consumidores                                          | 72.199                                      | 0,21                 | 1                    | —                    | —              | 0              | —              | 343.279              | 59,83                | 5                    | —                        | 0                        | 1                        | Nuevo |       |
|                                                          | Autonomía Libertad Democracia (ALD)                                | —                                           | —                    | 0                    | 32.554               | 44,17          | 1              | —              | 343.279              | 59,83                | 5                    | —                        | 0                        | 1                        | Nuevo |       |
| La Unión                                                 | La Unión                                                           | 16,725,401                                  | 48.96                | 148                  | 32.564               | 44.17          | 1              | 343.279        | 59.83                | 5                    |                      |                          | 4                        | 158                      | –     |       |
|                                                          |                                                                    | Forza Italia (FI)                           | 8.202.890            | 24,01                | 78                   | 11.505         | 15,61          | 0              | 175.139              | 30,53                | 2                    | 186.386                  | 20,92                    | 1                        | 80    | −8    |
|                                                          | Alianza Nacional (AN)                                              | 4.235.208                                   | 12,40                | 41                   | —                    | 11.505         | 15,61          | 0              | 175.139              | 30,53                | 2                    | —                        | 0                        | 41                       | +4    |       |
|                                                          | Unión de los Demócratas Cristianos y Demócratas de Centro (UDC-DC) | 2.309.442                                   | 6,76                 | 21                   | 2.264                | 3,07           | 0              | 57.278         | 175.139              | 30,53                | 2                    | 6,43                     | 0                        | 21                       | −8    |       |
|                                                          | Liga Norte – MpA (LN–MpA)                                          | 1.530.667                                   | 4,48                 | 13                   | 1.574                | 2,14           | 0              | 18.544         | 175.139              | 30,53                | 2                    | 2,08                     | 0                        | 14                       | −3    |       |
| Casa de las Libertades                                   | Casa de las Libertades                                             | 17,153,978                                  | 47.65                | 153                  | 15.343               | 20.82          | 0              | 175.139        | 30.53                | 2                    | 262.208              | 29.43                    | 1                        | 156                      | –     |       |
|                                                          | Asociaciones Italianas en Sudamérica (AISA)                        | Asociaciones Italianas en Sudamérica (AISA) | —                    | —                    | 0                    | —              | —              | 0              | —                    | —                    | 0                    | 85.745                   | 9,62                     | 1                        | 1     | Nuevo |
|                                                          |                                                                    |                                             |                      |                      |                      |                |                |                |                      |                      |                      |                          |                          |                          |       |       |
| Votos válidos                                            | Votos válidos                                                      | Votos válidos                               | 34.162.615           | 96.62                |                      | 73.708         | 93.38          |                | 573.710              | 96.17                |                      | 891.061                  | 92.58                    |                          |       |       |
| Votos en blanco                                          | Votos en blanco                                                    | Votos en blanco                             | 462.355              | 1.42                 | 1.934                | 2.48           | 17.059         | 2.83           | 10.351               | 1.08                 |                      |                          |                          |                          |       |       |
| Votos nulos                                              | Votos nulos                                                        | Votos nulos                                 | 637.709              | 1.96                 | 2.449                | 3.14           | 12.076         | 2.00           | 60.695               | 6.34                 |                      |                          |                          |                          |       |       |
| Total                                                    | Total                                                              | Total                                       | 35.262.679           | 100.00               | 301                  | 78.091         | 100.00         | 1              | 602.845              | 100.00               | 7                    | 962.107                  | 100.00                   | 6                        | 315   | –     |
| Registrados/Participación                                | Registrados/Participación                                          | Registrados/Participación                   | 42.232.467           | 83.50                |                      | 93.422         | 83.59          |                | 686.894              | 86.76                |                      | 2.432.340                | 39.55                    |                          |       |       |
| Fuente: Departamento de Asuntos Internos y Territoriales |                                                                    |                                             |                      |                      |                      |                |                |                |                      |                      |                      |                          |                          |                          |       |       |

| \| Voto popular (Partido) \| Voto popular (Partido) \| Voto popular (Partido) \| Voto popular (Partido) \| Voto popular (Partido) \| \| ---------------------- \| ---------------------- \| ---------------------- \| ---------------------- \| ---------------------- \| \| Partidos \| Partidos \| \| % \| % \| \| FI \| FI \| \| 24.01 % \| 24.01 % \| \| DS \| DS \| \| 17.50 % \| 17.50 % \| \| AN \| AN \| \| 12.40 % \| 12.40 % \| \| DL \| DL \| \| 10.73 % \| 10.73 % \| \| PRC \| PRC \| \| 7.37 % \| 7.37 % \| \| UDC \| UDC \| \| 6.76 % \| 6.76 % \| \| LN \| LN \| \| 4.48 % \| 4.48 % \| \| FdV-PdCI-CU \| FdV-PdCI-CU \| \| 4.17 % \| 4.17 % \| \| IdV \| IdV \| \| 2.89 % \| 2.89 % \| \| RnP \| RnP \| \| 2.49 % \| 2.49 % \| \| UDEUR \| UDEUR \| \| 1.40 % \| 1.40 % \| \| Otros \| Otros \| \| 5.85 % \| 5.85 % \| |             |  |         |         |
| Voto popular (Partido) |             |  |         |         |
| Partidos | Partidos    |  | %       | %       |
| FI | FI          |  | 24.01 % | 24.01 % |
| DS | DS          |  | 17.50 % | 17.50 % |
| AN | AN          |  | 12.40 % | 12.40 % |
| DL | DL          |  | 10.73 % | 10.73 % |
| PRC | PRC         |  | 7.37 %  | 7.37 %  |
| UDC | UDC         |  | 6.76 %  | 6.76 %  |
| LN | LN          |  | 4.48 %  | 4.48 %  |
| FdV-PdCI-CU | FdV-PdCI-CU |  | 4.17 %  | 4.17 %  |
| IdV | IdV         |  | 2.89 %  | 2.89 %  |
| RnP | RnP         |  | 2.49 %  | 2.49 %  |
| UDEUR | UDEUR       |  | 1.40 %  | 1.40 %  |
| Otros | Otros       |  | 5.85 %  | 5.85 %  |

| \| Voto popular (Coalición) \| Voto popular (Coalición) \| Voto popular (Coalición) \| Voto popular (Coalición) \| Voto popular (Coalición) \| \| ------------------------ \| ------------------------ \| ------------------------ \| ------------------------ \| ------------------------ \| \| Coaliciónes \| Coaliciónes \| \| % \| % \| \| CdL \| CdL \| \| 50.21 % \| 50.21 % \| \| Unión \| Unión \| \| 48.96 % \| 48.96 % \| \| Otros \| Otros \| \| 0.85 % \| 0.85 % \| |             |  |         |         |
| Voto popular (Coalición) |             |  |         |         |
| Coaliciónes | Coaliciónes |  | %       | %       |
| CdL | CdL         |  | 50.21 % | 50.21 % |
| Unión | Unión       |  | 48.96 % | 48.96 % |
| Otros | Otros       |  | 0.85 %  | 0.85 %  |

| \| Escaños parlamentarios (Coalición) \| Escaños parlamentarios (Coalición) \| Escaños parlamentarios (Coalición) \| Escaños parlamentarios (Coalición) \| Escaños parlamentarios (Coalición) \| \| ---------------------------------- \| ---------------------------------- \| ---------------------------------- \| ---------------------------------- \| ---------------------------------- \| \| Coaliciónes \| Coaliciónes \| \| % \| % \| \| Unión \| Unión \| \| 50.16 % \| 50.16 % \| \| CdL \| CdL \| \| 49.52 % \| 49.52 % \| \| Otros \| Otros \| \| 0.32 % \| 0.32 % \| |             |  |         |         |
| Escaños parlamentarios (Coalición) |             |  |         |         |
| Coaliciónes | Coaliciónes |  | %       | %       |
| Unión | Unión       |  | 50.16 % | 50.16 % |
| CdL | CdL         |  | 49.52 % | 49.52 % |
| Otros | Otros       |  | 0.32 %  | 0.32 %  |

#### Italia (18 regiones de 20)
| Coalición                             | Coalición                                                 | Partido                                                   | Partido                                                   | Votos      | %     | Escaños |
| ------------------------------------- | --------------------------------------------------------- | --------------------------------------------------------- | --------------------------------------------------------- | ---------- | ----- | ------- |
|                                       | La Unión                                                  |                                                           | Demócratas de Izquierda (DS)                              | 5.977.347  | 17,50 | 62      |
|                                       | La Unión                                                  | Democracia es Libertad – La Margarita (DL)                | 3.664.903                                                 | 10,73      | 39    |         |
|                                       | La Unión                                                  | Partido de la Refundación Comunista (PRC)                 | 2.518.361                                                 | 7,37       | 27    |         |
|                                       | La Unión                                                  | Juntos con la Unión (FdV-PdCI-CU)                         | 1.423.003                                                 | 4,17       | 11    |         |
|                                       | La Unión                                                  | Italia de los Valores (IdV)                               | 986.191                                                   | 2,89       | 4     |         |
|                                       | La Unión                                                  | Rosa en el Puño (RnP)                                     | 851.604                                                   | 2,49       | 0     |         |
|                                       | La Unión                                                  | Unión de Demócratas por Europa (UDEUR)                    | 477.226                                                   | 1,40       | 3     |         |
|                                       | La Unión                                                  | Partido de los Pensionistas (PP)                          | 340.565                                                   | 1,00       | 0     |         |
|                                       | La Unión                                                  | Los Socialistas                                           | 126.431                                                   | 0,37       | 0     |         |
|                                       | La Unión                                                  | Liga Autonomía Lombarda (LAL)                             | 90.855                                                    | 0,27       | 0     |         |
|                                       | La Unión                                                  | Lista de los Consumidores (LC)                            | 72.199                                                    | 0,21       | 1     |         |
|                                       | La Unión                                                  | El Olivo                                                  | 59.498                                                    | 0,17       | 1     |         |
|                                       | La Unión                                                  | Partido Socialista Democrático Italiano (PSDI)            | 57.343                                                    | 0,17       | 0     |         |
|                                       | La Unión                                                  | Movimiento Republicanos Europeos (MRE)                    | 51.219                                                    | 0,15       | 0     |         |
|                                       | La Unión                                                  | Liga Fronte Veneto (LFV)                                  | 23.214                                                    | 0,07       | 0     |         |
|                                       | La Unión                                                  | Cristianos Unidos (CU)                                    | 5.442                                                     | 0,02       | 0     |         |
| Total                                 | Total                                                     | 16.725.401                                                | 48,96                                                     | 148        |       |         |
|                                       | Casa de las Libertades                                    |                                                           | Forza Italia (FI)                                         | 8.202.890  | 24,01 | 78      |
|                                       | Casa de las Libertades                                    | Alianza Nacional (AN)                                     | 4.235.208                                                 | 12,40      | 41    |         |
|                                       | Casa de las Libertades                                    | Unión de los Demócratas Cristianos y de Centro (UDC)      | 2.309.442                                                 | 6,76       | 21    |         |
|                                       | Casa de las Libertades                                    | Liga Norte – Movimiento por la Autonomía (LN–MpA)         | 1.530.667                                                 | 4,48       | 13    |         |
|                                       | Casa de las Libertades                                    | Alternativa Social (AS)                                   | 214.526                                                   | 0,63       | 0     |         |
|                                       | Casa de las Libertades                                    | Llama Tricolor (FT)                                       | 204.498                                                   | 0,60       | 0     |         |
|                                       | Casa de las Libertades                                    | Democracia Cristiana – Partido Socialista (DC–PS)         | 190.717                                                   | 0,56       | 0     |         |
|                                       | Casa de las Libertades                                    | Pensionistas Unidos (PU)                                  | 61.681                                                    | 0,18       | 0     |         |
|                                       | Casa de las Libertades                                    | Partido Republicano Italiano (PRI)                        | 45.098                                                    | 0,13       | 0     |         |
|                                       | Casa de las Libertades                                    | Ambienta-lista – Ecologistas Democráticos                 | 36.458                                                    | 0,11       | 0     |         |
|                                       | Casa de las Libertades                                    | Nueva Sicilia (NS)                                        | 33.485                                                    | 0,10       | 0     |         |
|                                       | Casa de las Libertades                                    | No Euro (NE)                                              | 30.527                                                    | 0,09       | 0     |         |
|                                       | Casa de las Libertades                                    | Pacto por Sicilia (PpS)                                   | 20.825                                                    | 0,06       | 0     |         |
|                                       | Casa de las Libertades                                    | Partido Liberal Italiano (PLI)                            | 15.657                                                    | 0,05       | 0     |         |
|                                       | Casa de las Libertades                                    | Pacto Cristiano Amplio (PACE)                             | 9.735                                                     | 0,03       | 0     |         |
|                                       | Casa de las Libertades                                    | Reformistas Liberales (RL)                                | 7.571                                                     | 0,02       | 0     |         |
|                                       | Casa de las Libertades                                    | S.O.S. Italia                                             | 4.993                                                     | 0,01       | 0     |         |
| Total                                 | Total                                                     | 17.153.978                                                | 50,21                                                     | 153        |       |         |
|                                       | Proyecto Nordeste (PNE)                                   | Proyecto Nordeste (PNE)                                   | Proyecto Nordeste (PNE)                                   | 93.172     | 0,27  | 0       |
|                                       | Alianza Siciliana (AS)                                    | Alianza Siciliana (AS)                                    | Alianza Siciliana (AS)                                    | 36.194     | 0,11  | 0       |
|                                       | Partido Comunista Italiano Marxista-Leninista (PCIM–L)    | Partido Comunista Italiano Marxista-Leninista (PCIM–L)    | Partido Comunista Italiano Marxista-Leninista (PCIM–L)    | 25.941     | 0,08  | 0       |
|                                       | Pensiones y Trabajo                                       | Pensiones y Trabajo                                       | Pensiones y Trabajo                                       | 19.759     | 0,06  | 0       |
|                                       | Partido Sardo de Acción (PSd'Az)                          | Partido Sardo de Acción (PSd'Az)                          | Partido Sardo de Acción (PSd'Az)                          | 16.733     | 0,05  | 0       |
|                                       | Forza Roma                                                | Forza Roma                                                | Forza Roma                                                | 13.338     | 0,04  | 0       |
|                                       | Tercer Polo (TP)                                          | Tercer Polo (TP)                                          | Tercer Polo (TP)                                          | 13.260     | 0,04  | 0       |
|                                       | Independencia República de Cerdeña (IRS)                  | Independencia República de Cerdeña (IRS)                  | Independencia República de Cerdeña (IRS)                  | 10.881     | 0,03  | 0       |
|                                       | Por el Sur                                                | Por el Sur                                                | Por el Sur                                                | 9.985      | 0,03  | 0       |
|                                       | Cerdeña Nación (SN)                                       | Cerdeña Nación (SN)                                       | Cerdeña Nación (SN)                                       | 8.412      | 0,02  | 0       |
|                                       | Movimiento Triveneto (MT)                                 | Movimiento Triveneto (MT)                                 | Movimiento Triveneto (MT)                                 | 7.435      | 0,02  | 0       |
|                                       | Movimiento Democrático – Nosotros los Sicilianos (MDS–NS) | Movimiento Democrático – Nosotros los Sicilianos (MDS–NS) | Movimiento Democrático – Nosotros los Sicilianos (MDS–NS) | 6.556      | 0,02  | 0       |
|                                       | Solidaridad                                               | Solidaridad                                               | Solidaridad                                               | 5.470      | 0,02  | 0       |
|                                       | Partido de las Mujeres de Europa                          | Partido de las Mujeres de Europa                          | Partido de las Mujeres de Europa                          | 4.212      | 0,01  | 0       |
|                                       | Movimiento Idea Social (MIS)                              | Movimiento Idea Social (MIS)                              | Movimiento Idea Social (MIS)                              | 3.024      | 0,01  | 0       |
|                                       | Lega Sud Ausonia (LSA)                                    | Lega Sud Ausonia (LSA)                                    | Lega Sud Ausonia (LSA)                                    | 2.485      | 0,01  | 0       |
|                                       | Dimensión Cristiana (DC)                                  | Dimensión Cristiana (DC)                                  | Dimensión Cristiana (DC)                                  | 2.441      | 0,01  | 0       |
|                                       | Italia Moderada (IM)                                      | Italia Moderada (IM)                                      | Italia Moderada (IM)                                      | 2.076      | 0,01  | 0       |
|                                       | Unión Federalista del Sur (FM)                            | Unión Federalista del Sur (FM)                            | Unión Federalista del Sur (FM)                            | 1.862      | 0,01  | 0       |
| Votos válidos                         | Votos válidos                                             | Votos válidos                                             | Votos válidos                                             | 34.162.615 | 96,88 | –       |
| Votos inválidos/en blanco/sin asignar | Votos inválidos/en blanco/sin asignar                     | Votos inválidos/en blanco/sin asignar                     | Votos inválidos/en blanco/sin asignar                     | 1.100.064  | 3,12  | –       |
| Total                                 | Total                                                     | Total                                                     | Total                                                     | 35.262.679 | 100   | 301     |
| Votantes registrados/participación    | Votantes registrados/participación                        | Votantes registrados/participación                        | Votantes registrados/participación                        | 42.232.467 | 83,50 | –       |
| Fuente: Ministerio del Interior       |                                                           |                                                           |                                                           |            |       |         |

Notas
Nota: 7 Senadores a vita (de por vida): Francesco Cossiga (expresidente italiano), Oscar Luigi Scalfaro (expresidente italiano), Giulio Andreotti (ex primer ministro italiano), Rita Levi Montalcini (premio Nobel de Medicina 1986), Emilio Colombo (ex primer ministro italiano), Giorgio Napolitano (expresidente de la Cámara de Diputados de Italia y ministro del Interior), Sergio Pininfarina.

#### Valle de Aosta
| Candidato                             | Partido (o lista de coalición unificada) | Partido (o lista de coalición unificada)             | Votos  | %     | Escaños |
| ------------------------------------- | ---------------------------------------- | ---------------------------------------------------- | ------ | ----- | ------- |
| Carlo Perrin                          |                                          | Autonomía Libertad Democracia (ALD)                  | 32.554 | 44,17 | 1       |
| Augusto Rollandin (UV)                |                                          | Valle de Aosta (UV-SA-FA)                            | 23.574 | 31,98 | 0       |
| Luigi Magnani                         |                                          | Forza Italia–Alianza Nacional (FI–AN)                | 11.505 | 15,61 | 0       |
| Luigi Bracci                          |                                          | Unión de los Demócratas Cristianos y de Centro (UDC) | 2.264  | 3,07  | 0       |
| Sergio Ferrero                        |                                          | Liga Norte (LN)                                      | 1.574  | 2,14  | 0       |
| Silvio Pedulla                        |                                          | Partido de los Pensionistas (PP)                     | 1.046  | 1,42  | 0       |
| Giancarlo Borluzzi                    |                                          | Alternativa Social (AS)                              | 775    | 1,05  | 0       |
| Eusebio Margara                       |                                          | Llama Tricolor (FT)                                  | 416    | 0,56  | 0       |
| Votos válidos                         | Votos válidos                            | Votos válidos                                        | 73.708 | 94,39 | –       |
| Votos inválidos/en blanco/sin asignar | Votos inválidos/en blanco/sin asignar    | Votos inválidos/en blanco/sin asignar                | 4.383  | 5,61  | –       |
| Total                                 | Total                                    | Total                                                | 78.091 | 100   | 1       |
| Votantes registrados/participación    | Votantes registrados/participación       | Votantes registrados/participación                   | 93.422 | 83,59 | –       |
| Fuente: Ministerio del Interior       |                                          |                                                      |        |       |         |

#### Trentino-Alto Adigio/Tirol del Sur
| Partido (o lista de coalición unificada) | Partido (o lista de coalición unificada)         | Votos   | %     | Escaños |
| ---------------------------------------- | ------------------------------------------------ | ------- | ----- | ------- |
|                                          | Partido Popular Sudtirolés–La Unión (SVP–Unione) | 198.156 | 34,54 | 3       |
|                                          | Casa de las Libertades (CdL)                     | 175.139 | 30,53 | 2       |
|                                          | Partido Popular Sudtirolés (SVP)                 | 117.495 | 20,48 | 2       |
|                                          | La Unión (Unione)                                | 27.628  | 4,81  | 0       |
|                                          | Die Freiheitlichen (DF)                          | 16.765  | 2,92  | 0       |
|                                          | Partido de los Pensionistas (PP)                 | 16.381  | 2,86  | 0       |
|                                          | Llama Tricolor (FT)                              | 14.819  | 2,58  | 0       |
|                                          | Unión Popular Autonomista (UPA)                  | 7.327   | 1,28  | 0       |
| Votos válidos                            | Votos válidos                                    | 573.710 | 95,17 | –       |
| Votos inválidos/en blanco/sin asignar    | Votos inválidos/en blanco/sin asignar            | 29.135  | 4,83  | –       |
| Total                                    | Total                                            | 602.845 | 100   | 7       |
| Votantes registrados/participación       | Votantes registrados/participación               | 686.894 | 87,76 | –       |
| Fuente: Ministerio del Interior          |                                                  |         |       |         |

#### Italianos en el exterior
| Partido (o lista de coalición unificada) | Partido (o lista de coalición unificada)                           | Votos     | %     | Escaños |
| ---------------------------------------- | ------------------------------------------------------------------ | --------- | ----- | ------- |
|                                          | La Unión (Unione)                                                  | 393.357   | 44,14 | 4       |
|                                          | Forza Italia (FI)                                                  | 186.386   | 20,92 | 1       |
|                                          | Asociaciones Italianas en Sudamérica (AISA)                        | 85.745    | 9,62  | 1       |
|                                          | Por Italia en el Mundo con Tremaglia                               | 65.055    | 7,30  | 0       |
|                                          | Unión de los Demócratas Cristianos y de Centro (UDC)               | 57.278    | 6,43  | 0       |
|                                          | Italia de los Valores (IdV)                                        | 26.486    | 2,97  | 0       |
|                                          | Liga Norte–Movimiento por la Autonomía (LN–MpA)                    | 18.544    | 2,08  | 0       |
|                                          | Unión de Demócratas por Europa (UDEUR)                             | 13.507    | 1,52  | 0       |
|                                          | Unión Sudamericana Emigrantes Italianos (USEI)                     | 12.552    | 1,41  | 0       |
|                                          | Partido de los Italianos en el Mundo                               | 10.888    | 1,22  | 0       |
|                                          | La Otra Sicilia–Por el Sur                                         | 9.497     | 1,07  | 0       |
|                                          | Llama Tricolor (FT)                                                | 8.575     | 0,96  | 0       |
|                                          | Alternativa Independiente para los Italianos en el Exterior (AIIE) | 3.191     | 0,36  | 0       |
| Votos válidos                            | Votos válidos                                                      | 891.061   | 92,62 | –       |
| Votos inválidos/en blanco/sin asignar    | Votos inválidos/en blanco/sin asignar                              | 71.046    | 7,38  | –       |
| Total                                    | Total                                                              | 962.107   | 100   | 6       |
| Votantes registrados/participación       | Votantes registrados/participación                                 | 2.432.340 | 39,55 | –       |
| Fuente: Ministerio del Interior          |                                                                    |           |       |         |

#### Resultados por región
| Región                   | Coaliciones | Coaliciones | Coaliciones | Ganador de la Bonificación de la mayoría | Senadores |  |     |    |
| Región                   | La Unión    |             | Otros       | Ganador de la Bonificación de la mayoría | Senadores |  |     |    |
| ------------------------ | ----------- | ----------- | ----------- | ---------------------------------------- | --------- |  | --- | -- |
| Región                   | Lombardía   | 20          | 27          | Ganador de la Bonificación de la mayoría | Senadores |  | CdL | 47 |
| Campania                 | 17          | 13          |             | Unión                                    | 30        |  |     |    |
| Lacio                    | 12          | 15          |             | CdL                                      | 27        |  |     |    |
| Sicilia                  | 11          | 15          |             | CdL                                      | 26        |  |     |    |
| Véneto                   | 10          | 14          |             | CdL                                      | 24        |  |     |    |
| Piamonte                 | 9           | 13          |             | CdL                                      | 22        |  |     |    |
| Emilia-Romaña            | 12          | 9           |             | Unión                                    | 21        |  |     |    |
| Apulia                   | 9           | 12          |             | CdL                                      | 21        |  |     |    |
| Toscana                  | 11          | 7           |             | Unión                                    | 18        |  |     |    |
| Calabria                 | 6           | 4           |             | Unión                                    | 10        |  |     |    |
| Cerdeña                  | 5           | 4           |             | Unión                                    | 9         |  |     |    |
| Liguria                  | 5           | 3           |             | Unión                                    | 8         |  |     |    |
| Marcas                   | 5           | 3           |             | Unión                                    | 8         |  |     |    |
| Abruzos                  | 4           | 3           |             | Unión                                    | 7         |  |     |    |
| Friul-Venecia Julia      | 3           | 4           |             | CdL                                      | 7         |  |     |    |
| Trentino-Alto Adigio     | 3           | 2           | 2 (SVP)     | N/A                                      | 7         |  |     |    |
| Umbría                   | 4           | 3           |             | Unión                                    | 7         |  |     |    |
| Basilicata               | 4           | 3           |             | Unión                                    | 7         |  |     |    |
| Molise                   | 1           | 1           |             | N/A                                      | 2         |  |     |    |
| Valle de Aosta           |             |             | 1 (ALD)     | N/A                                      | 1         |  |     |    |
| Italianos en el Exterior | 4           | 1           | 1 (AISA)    | N/A                                      | 6         |  |     |    |
| Total                    | 148         | 153         | 4           |                                          | 305       |  |     |    |

## Controversia del conteo de votos
Aunque la Unión lideró las encuestas iniciales a pie de urna y se esperaba rápidamente que ganara las elecciones, la brecha con la Casa de las Libertades se redujo a medida que se tabulaban los votos. Los resultados iniciales del Ministerio del Interior mostraron que Prodi había ganado la Cámara de Diputados por 25.204 votos, y Prodi declaró la victoria el 11 de abril. Berlusconi, sin embargo, se negó a conceder, alegando discrepancias en el proceso de escrutinio de votos, con 43,028 boletas de la Cámara y 39,822 boletas del Senado para ser revisadas nuevamente por el Ministerio del Interior. Berlusconi también reclamó problemas con el voto del extranjero, que fue crítico para darle a L'Unione la mayoría en el Senado. También se encontraron cinco urnas en las calles de Roma después de las elecciones. Sin embargo, el 14 de abril, el Ministerio del Interior anunció que hubo un error en el informe sobre el número de votos que se volvieron a verificar. Solo 2.131 votos en la Cámara y 3.135 en el Senado merecían ser reexaminados (lo que reduce el número total de votos en disputa de los más de 80.000 reportados inicialmente a poco más de 5.000). El resultado de este control añadió igualmente unos pocos cientos de votos a cada coalición.
Los analistas también creían que el voto desde el extranjero fue tan abrumadoramente a favor de La Unión que las elecciones serían altamente improbables de ser revocadas a favor de Berlusconi.
La última sentencia del Tribunal Supremo ("Corte di Cassazione") el 19 de abril de 2006 declaró que Romano Prodi ganó las elecciones por 24.755 votos.
El 23 de noviembre de 2006, la Fiscalía de Roma anunció que había iniciado una investigación tras el lanzamiento de "Uccidete la democrazia" (Matar a la democracia), una película documental sobre un supuesto intento del gobierno de centroderecha de manipular los resultados electorales mediante el cambio de un gran número de papeletas en blanco, que cayó notablemente del 4,2% al 1,1% de todos los documentos válidos (más de un millón menos), para votar por el partido Forza Italia.